# Korsika
Korsika (französisch Corse, korsisch und italienisch Corsica) ist die nach Sizilien, Sardinien und Zypern viertgrößte Insel im Mittelmeer. Sie besteht zu einem großen Teil aus einem Hochgebirge und liegt westlich der Apenninhalbinsel, nördlich von Sardinien und südöstlich der Côte d’Azur. Die Insel ist eine französische Gebietskörperschaft mit Sonderstatus. Sie gehört seit 1768 zu Frankreich, liegt jedoch näher an Italien als am französischen Festland. Neben dem Französischen wird auf Korsika noch Korsisch, eine dem Italienischen engverwandte romanische Varietät, gesprochen. Brauchtum und Küche weisen ebenfalls teilweise auf die Nähe Italiens hin.
Korsika hat eine Fläche von 8.760 km² und 351.276 Einwohner (Stand 1. Januar 2022). Hauptstadt und Verwaltungssitz ist die Hafenstadt Ajaccio. Weitere größere Städte am Meer sind Bastia und Calvi sowie im Inselinneren die Universitätsstadt Corte. Korsika wird auch als Île de Beauté (Insel der Schönheit) bezeichnet.

## Geografie

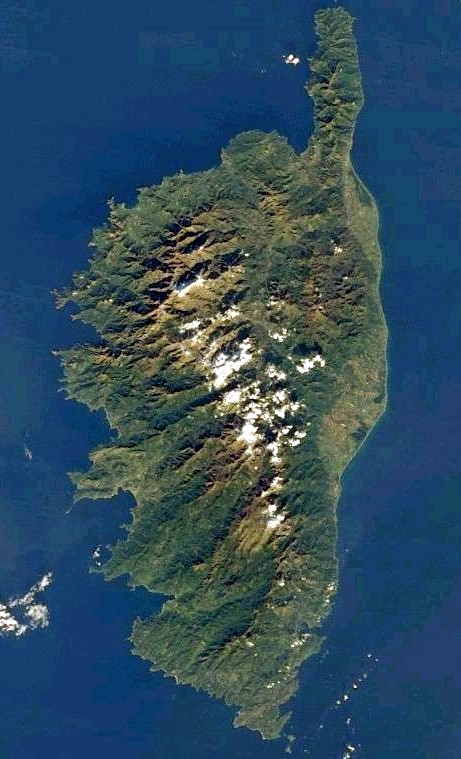
NASA-Satellitenbild Korsikas

Korsika ragt als Gebirgslandschaft stellenweise aus 2500 m Meerestiefe empor. 24 km von der Westküste entfernt erreicht die Insel im Massiv des Monte Cinto (2706 m) ihre höchste Erhebung. Die Geländemorphologie ermöglicht zahlreiche Ausblicke und gab Korsika den Beinamen „Gebirge im Meer“. Wegen der vielen Buchten, insbesondere auf der Westseite der Insel, hat Korsika eine über 1000 km lange Küste. Ein Drittel davon besteht aus Stränden, der Rest ist felsig.

### Lage
Korsika liegt zwischen 43° 01′ und 41° 22′ nördlicher Breite und 9° 34′ und 8° 33′ östlicher Länge. Die Insel wird im Norden vom Ligurischen Meer, im Osten und Süden vom Tyrrhenischen Meer und im Westen vom westlichen Mittelmeer begrenzt. Von Norden (Cap Corse) bis Süden (Capo Pertusato) misst die Insel 183 km, von Osten (Alistro) nach Westen (Capo Rosso) 83 km.
Die Entfernung nach Frankreich (Nizza) beträgt 180 km, die Italienische Halbinsel ist 83 km (Livorno) und die italienische Insel Sardinien im Süden 12 km entfernt.

### Gebirge
Zum Großteil besteht die Insel aus einem Hochgebirge im Westen und einem Mittelgebirge im Osten. Etwa 86 % der Insel sind Bergland, 14 % Küstentiefland. Lediglich die Ostküste besitzt einen ebenen Streifen, der an manchen Stellen bis zu 10 km breit ist. Korsika hat eine durchschnittliche Höhe von 568 m (Sardinien: 344 m, Sizilien: 441 m). Auf Korsika befinden sich mehr als 50 Berge mit einer Höhe von mehr als 2000 m.
Das Grundgebirge im Westen besitzt einen von Nordwesten nach Südosten ziehenden über 2000 m hohen meist gratförmigen Hauptkamm mit s-förmigem Verlauf und zeigt einen typischen Hochgebirgscharakter. Vom Hauptkamm aus, der gleichzeitig die Wasserscheide bildet, laufen zahlreiche steil abfallende Seitenkämme und Seitentäler hinunter zur buchtenreichen Westküste. Der Hauptkamm wird auf seiner ganzen Länge durch den Weitwanderweg GR 20 (im Regionalen Naturpark Korsika) durchquert.
Unmittelbar im Hauptkamm befinden sich die beiden höchsten Berge der Insel:
- Monte Cinto (2706 m)
- Monte Rotondo (2622 m).

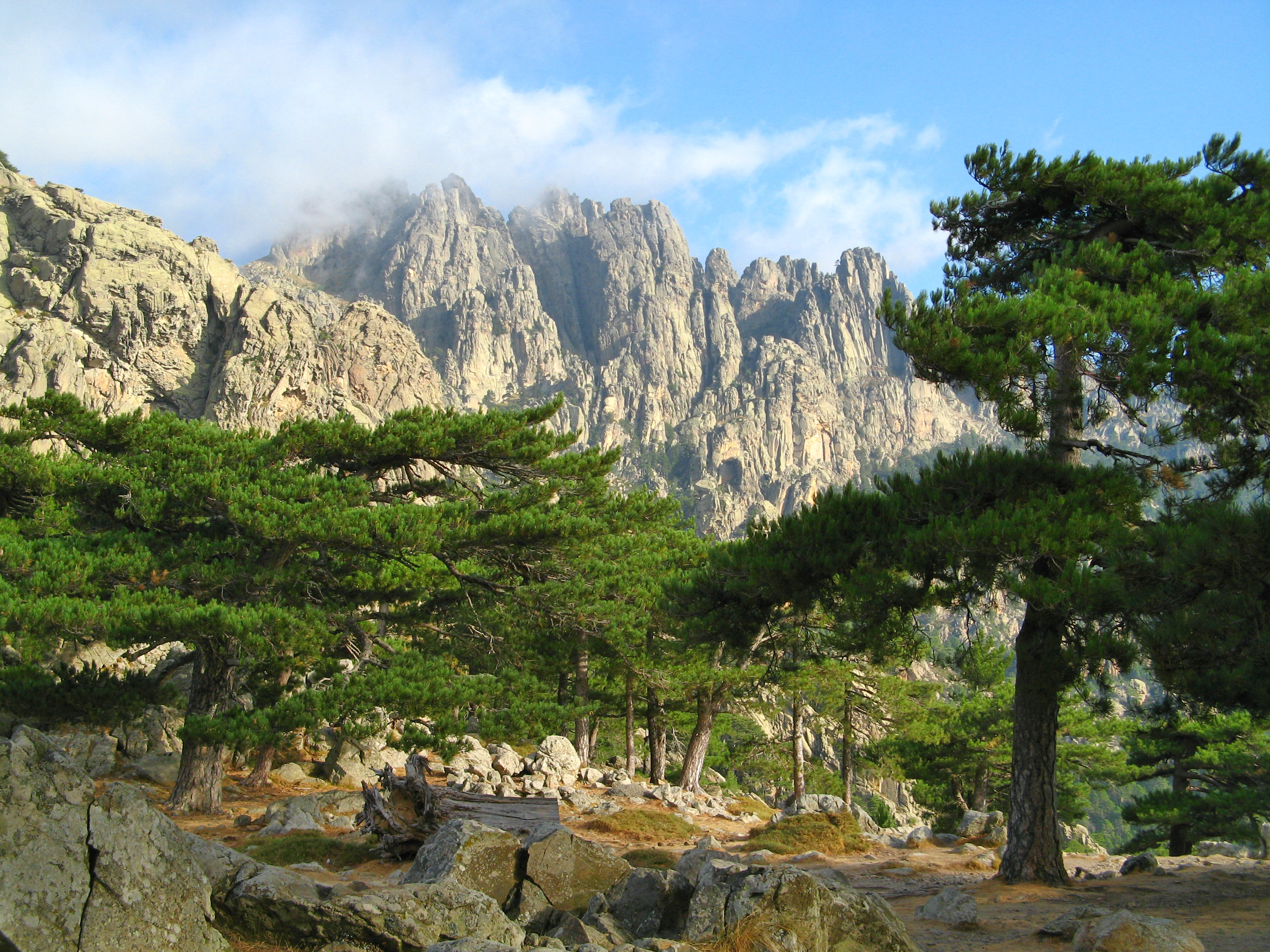
Aiguilles de Bavella

Erwähnenswert sind ferner die schroffen Felstürme der Aiguilles de Bavella, die auch als korsische Dolomiten bezeichnet werden, obwohl sie im Gegensatz zu den Dolomiten aus Graniten aufgebaut sind. Der Hauptkamm wird von insgesamt vier Gebirgspässen durchquert (Col de Bavella, Col de Verde, Col de Vergio, Col de Vizzavona), von denen der Col de Vergio mit einer Höhe von 1470 m der höchste und der Col de Vizzavona (1163 m) der verkehrsreichste ist. Weitere Passstraßen erschließen in über 1000 m Höhe die Seitenausläufer.
Nach Süden hin nimmt die Schartenhöhe des Reliefs deutlich ab. Am Südende nahe der Stadt Bonifacio trifft man großflächig sedimentierte Dolomitkalke an, die vermutlich durch sekundäre Dolomitisierung von Kalkschlamm marinen Ursprungs entstanden. Die verkarsteten Kalkfelsen von Bonifacio sind sowohl von den Gezeiten als auch von Stürmen eindrucksvoll gezeichnet.

### Geologie

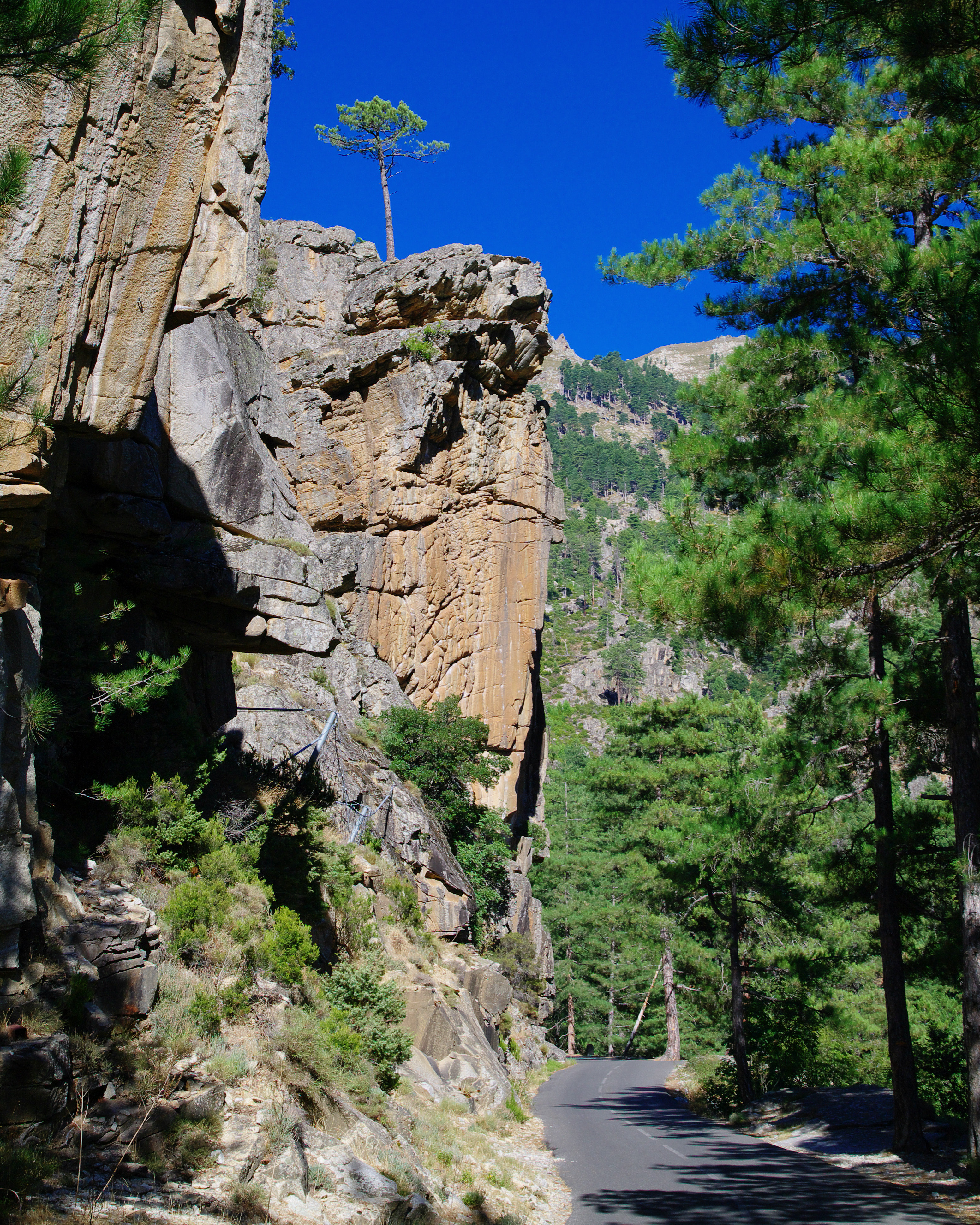
Restonica-Tal, Felswand mit aufgeschlossenem Quarzporphyr

Korsika entstand wie die Alpen im Tertiär und besteht zu zwei Dritteln aus einem kristallinen Granitsockel, vor allem im Westen und Süden; man spricht daher vom „kristallinen Korsika“. Der Nordosten, das „alpine Korsika“, besteht überwiegend aus Schiefern, die sich aus Meeressedimenten gebildet haben, und Schwemmland. Die Grenze dazwischen verläuft ungefähr entlang einer Linie von Saint-Florent im Norden über Corte in der Inselmitte bis Sari-Solenzara im Südosten. Die Gesteine des Hauptkamms bestehen überwiegend aus variszischen Graniten und Vulkaniten, wie Rhyolith und Quarzporphyr, aus dem Karbon bis Perm. Das östlich gelegene „alpine“ Schiefergebirge bleibt mit seinen Gipfelhöhen deutlich unter 2000 m und besitzt damit den Charakter eines Mittelgebirges. Es besteht aus untermeerisch abgelagertem und später gefaltetem Schiefer (Tonschiefer, Glanzschiefer, metamorphe Ophiolithe), dessen Entstehung auf die gewaltigen Landmassenbewegungen während der Auffaltung der Alpen in der geologischen Epoche des Eozän zurückgeht. Stellenweise weist der Tonschiefer fein verteilte Pyriteinschlüsse auf. Die Glanzschieferdecke ist weniger klastisch geprägt und enthält dafür zahlreiche Radiolaritvorkommen.
Ganz im Nordosten gibt es auch noch vereinzelt junge Vulkanite der Korsischen Magmenprovinz, an die weiter östlich die Toskanische Magmenprovinz (inkl. Elba) anschließt.
Während der Hochzeit der letzten Eiszeit des Pleistozäns, also vor 30.000 bis 20.000 Jahren, war Korsika stark vergletschert. Als Überbleibsel dieser Zeit finden sich in den Bergen Kare, die zum Teil mit Wasser gefüllte Karseen bilden, und zahlreiche durch Gletscher geformte Täler mit Endmoränen. In den Zungenbereichen der ehemaligen Gletscher liegen noch ausgedehnte Schutt- und Geröllhalden, die nicht selten bis in die Sommermonate hinein von abfließendem Schmelzwasser durchströmt werden.
Geologisch interessant ist der Küstenabschnitt im Westen zwischen Porto und Piana, der als „Calanche de Piana“ und für seine Tafoni-Verwitterungen bekannt ist. Die wissenschaftliche Bezeichnung Tafone wurde der korsischen Sprache entlehnt.

### Städte
Die bevölkerungsreichsten Städte Korsikas sind:
| Stadt (korsischer Name)     | Einwohner (Jahr) | Département  |
| --------------------------- | ---------------- | ------------ |
| Ajaccio (Aiacciu)           | 75.343 (2022)    | Corse-du-Sud |
| Bastia                      | 47.459 (2022)    | Haute-Corse  |
| Porto-Vecchio (Portivechju) | 11.536 (2022)    | Corse-du-Sud |
| Borgo (U Borgu)             | 10.102 (2022)    | Haute-Corse  |
| Biguglia                    | 7.638 (2022)     | Haute-Corse  |
| Corte (Corti)               | 7.737 (2022)     | Haute-Corse  |
| Furiani                     | 6.308 (2022)     | Haute-Corse  |
| Calvi                       | 5.720 (2022)     | Haute-Corse  |

Die Hauptstädte der beiden früheren Départements waren Ajaccio (die Geburtsstadt Napoleons) an der Westküste und die Hafenstadt Bastia im Nordosten. Calvi im Nordwesten ist eine weitere wichtige Hafenstadt. In Corte, der früheren Hauptstadt im Zentrum der Insel, befindet sich der Sitz der Universität Pascal Paoli Korsika.
Weitere bedeutende Städte im Süden sind:
- Bonifacio (Bunifaziu): südlichste Stadt Korsikas
- Sartène (Sartè): gilt als die „korsischste aller korsischen Städte“

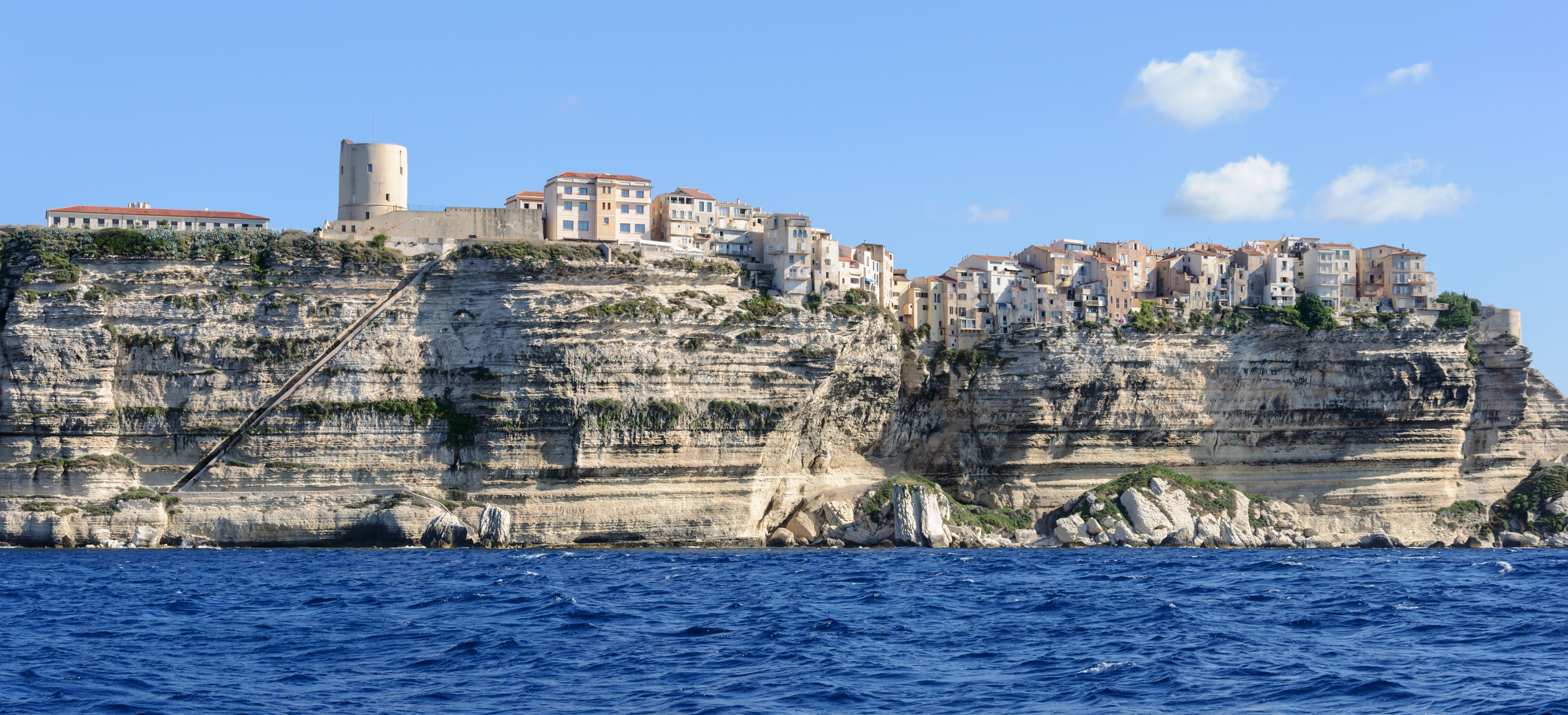
Steilküste bei Bonifacio
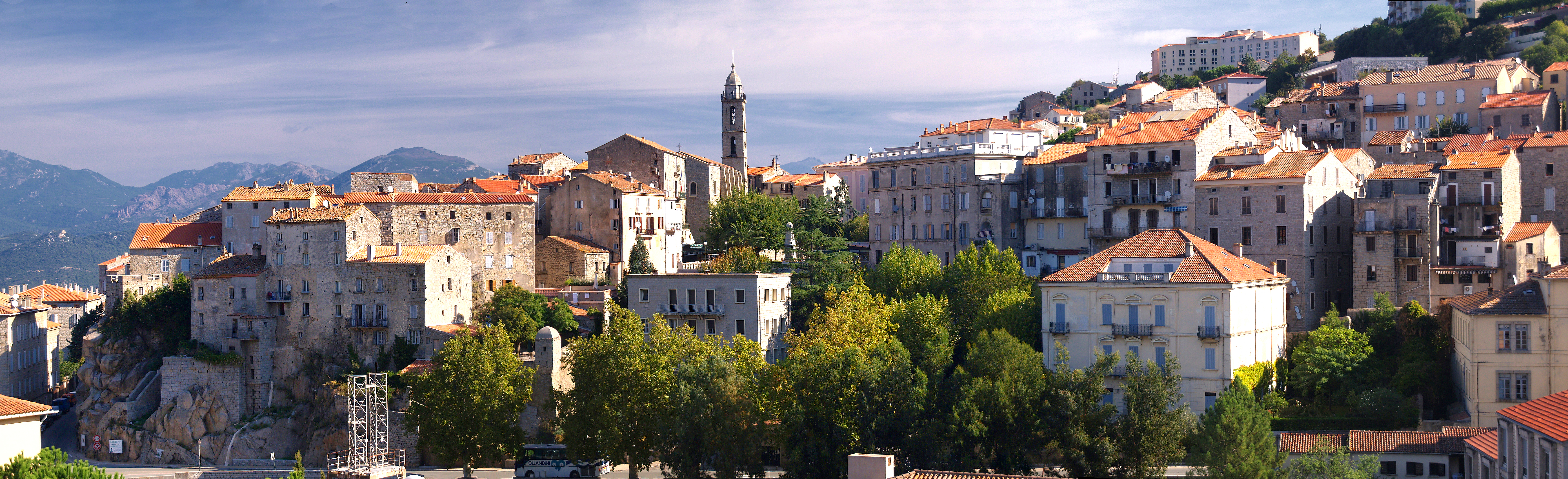
Sartène (Sartè)

### Politische Gliederung
Bereits von 1793 bis 1811 (unter Napoleon) war die Insel in zwei Départements gegliedert: Golo und Liamone.
Die heutigen Départements der Region Corse bestanden ab dem 1. Januar 1976 und wurden zum 1. Januar 2018 für die Ausübung staatlicher Kompetenzen abgeschafft, bleiben aber als statistische Einheiten sowie zur Kennzeichnung (Kraftfahrzeugkennzeichen etc.) bestehen.
| OZ  | = Ordnungszahl des Départements | Arr.  | = Anzahl der Arrondissements  | Gem. | = Anzahl der Gemeinden |
| W   | = Wappen des Départements       | Kant. | = Anzahl der Kantone          |      |                        |
| ISO | = ISO-3166-2-Code               | G.V.  | = Anzahl der Gemeindeverbände |      |                        |

| OZ     | W                                    | Département  | Präfektur | ISO    | Arr. | G.V. | Kant. | Gem. | Einwohner 1. Januar 2022 | Fläche (km²) | Dichte (Einw./km²) |
| ------ | ------------------------------------ | ------------ | --------- | ------ | ---- | ---- | ----- | ---- | ------------------------ | ------------ | ------------------ |
| 2A     | Wappen des Départements Corse-du-Sud | Corse-du-Sud | Ajaccio   | FR-2A  | 2    | 7    | 11    | 124  | 166.045                  | 4.014,22     | 41                 |
| 2B     | Wappen des Départements Haute-Corse  | Haute-Corse  | Bastia    | FR-2B  | 3    | 12   | 15    | 236  | 185.231                  | 4.665,57     | 40                 |
| Gesamt | Gesamt                               | Gesamt       | Gesamt    | Gesamt | 5    | 19   | 26    | 360  | 351.276                  | 8.759,82     | 40                 |

|  |  |  |

## Klima

### Übersicht

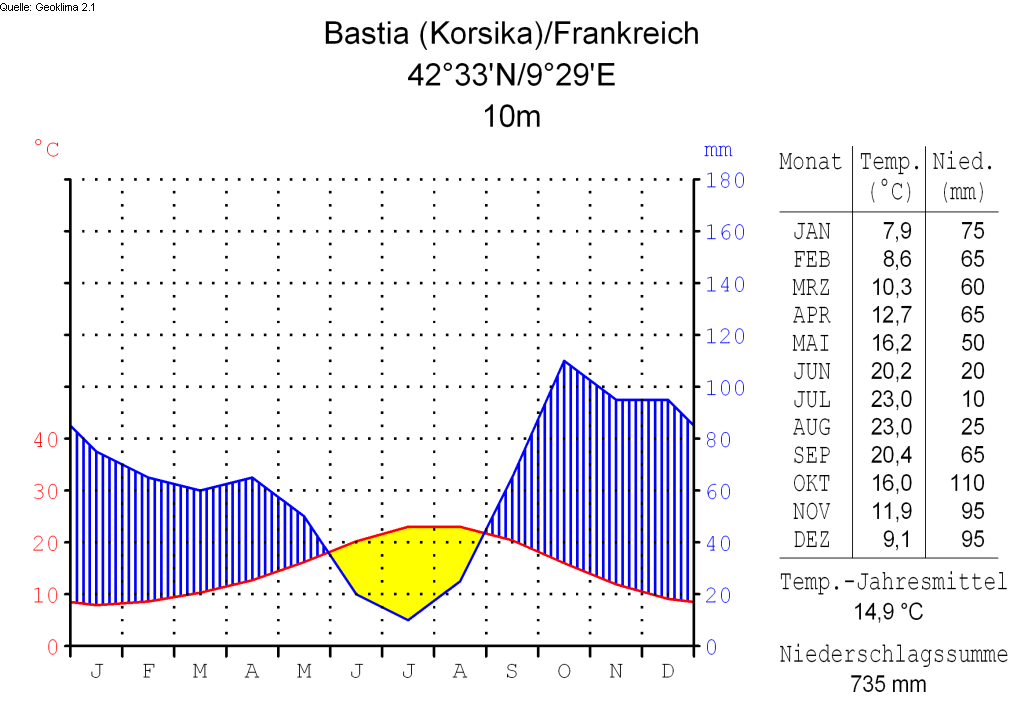
Klimadiagramm Bastia

Auf Korsika herrscht ein typisches Mittelmeerklima: heiße, trockene Sommer und milde, feuchte Winter. Dabei wirkt im Winter das Mittelmeer (13–24 °C) als Wärmespeicher. Aufgrund der hohen Berge und der starken Winde gibt es auf Korsika allerdings einige Abweichungen.
Die Niederschlagsmenge ist abhängig von der Höhe. Auf 2000 m Höhe ist der Niederschlag etwa viermal so stark wie an der Küste, wo im Sommer fast kein Regen fällt. Sommerliche Gewittergüsse lassen nur kurz die Flüsse anschwellen. Korsika hat mit etwa 2750 Stunden mehr Sonnenschein als das französische Festland.
Die Winter sind an der Küste mit Tagestemperaturen um 12 °C recht mild, wenn auch gelegentlich Nachtfrost auftritt. Im höheren Bergland gibt es regelmäßig Schneefälle und geschlossene Schneedecken, wobei Wintersport bis ins Frühjahr durchaus möglich ist. Das Frühjahr ist mit Werten zwischen 15 und 20 °C recht angenehm, wobei es nachts noch recht frisch werden kann. Ab Juni steigt die Temperatur jedoch auf Werte von 25 °C und mehr. Im Juli und August ist es mit rund 30 °C heiß, allerdings kühlt es nachts auf um die 20 °C ab. Auch im Sommer ist auf den hohen Bergen noch oft Schnee zu sehen. Der Herbst ist mit rund 20 °C wieder wesentlich angenehmer, jedoch können wie im Frühling die Nächte deutlich kühler (teils unter 10 °C) werden.
Die Extremwerte in Ajaccio liegen bei −8,1 °C im Januar und +40,5 °C im August.
Im Zeitraum 1981–2010 wurde die höchste mittlere Jahrestemperatur von ganz Metropolitan-Frankreich an der Messstation in Sari-Solenzara im Südosten Korsikas gemessen: 16,41 °C. Die tiefste je gemessene Temperatur an dieser Station betrug −5,9 °C am 7. März 1971. Die höchste Temperatur betrug 39,9 °C, gemessen am 4. Juli 1965.
|                        | Jan  | Feb  | Mär  | Apr  | Mai  | Jun  | Jul  | Aug  | Sep  | Okt   | Nov  | Dez   |   |       |
| Mittl. Temperatur (°C) | 9,7  | 9,8  | 11,6 | 13,7 | 17,8 | 21,3 | 24,5 | 24,8 | 21,7 | 18,0  | 13,6 | 10,7  | ⌀ | 16,5  |
| Mittl. Tagesmax. (°C)  | 13,6 | 14,0 | 15,9 | 18,1 | 22,2 | 26,1 | 29,4 | 29,7 | 26,3 | 22,1  | 17,4 | 14,3  | ⌀ | 20,8  |
| Mittl. Tagesmin. (°C)  | 5,8  | 5,6  | 7,3  | 9,3  | 12,9 | 16,5 | 19,5 | 19,9 | 17,1 | 13,9  | 9,8  | 7,1   | ⌀ | 12,1  |
|                        |      |      |      |      |      |      |      |      |      |       |      |       |   |       |
| Niederschlag (mm)      | 71,1 | 58,3 | 61,2 | 79,9 | 45,8 | 25,1 | 12,1 | 28,4 | 88,3 | 125,6 | 94,2 | 103,7 | Σ | 793,7 |
|                        |      |      |      |      |      |      |      |      |      |       |      |       |   |       |
| Regentage (d)          | 6,2  | 6,1  | 6,5  | 7,5  | 4,9  | 3,0  | 1,5  | 2,2  | 4,8  | 7,4   | 8,4  | 8,7   | Σ | 67,2  |

| 5,8 |

| 5,6 |

| 7,3 |

| 9,3 |

| 12,9 |

| 16,5 |

| 19,5 |

| 19,9 |

| 17,1 |

| 13,9 |

| 9,8 |

| 7,1 |

| 5,8 |

| 5,6 |

| 7,3 |

| 9,3 |

| 12,9 |

| 16,5 |

| 19,5 |

| 19,9 |

| 17,1 |

| 13,9 |

| 9,8 |

| 7,1 |

### Winde auf Korsika

Windrichtungen im Jahresschnitt

Die in den Sommermonaten am häufigsten wehenden Winde:
- Nord: Tramontana, kalt und trocken; von jenseits der Alpen
- Nordwest: Mistral (Maestrale), kalt und trocken; bringt klare Sicht
- Nordost: Grecale, feucht und schwül
- Ost: Levante, warm und feucht; ist verantwortlich für die Dünenbildung und die Entstehung der Lagunen an der Ostküste
- Südost: Scirocco, feucht und heiß; bringt Gewitterstürme
- Südwest: Libeccio (Libecciu), weht am häufigsten, mäßig stark, große Temperaturschwankungen; sagt Regen voraus
- West: Poniente: sehr selten, heiß

Zusätzlich gibt es auch Land- und Seewinde, die sich aufgrund der unterschiedlich starken tageszeitlichen Erwärmung ergeben:
- Die Seebrise Mezziornu setzt etwa zwei bis vier Stunden nach Sonnenaufgang ein, erreicht ihren Höhepunkt zwischen 13 und 14 Uhr und endet ein bis zwei Stunden vor Sonnenuntergang.
- Die Landbrise Terranu weht in der Nacht und trägt häufig den Duft der Macchia ins Meer hinaus.

Bei einer Fahrt entlang der Küste sollte man immer im Hinterkopf haben, dass der Wind von einem Kap zum anderen aus unterschiedlicher Richtung und in unterschiedlicher Stärke wehen kann. Die steil aufragenden Berge verursachen besonders dort, wo sie direkt aus dem Meer aufsteigen, eine starke Kreuzsee. Bei schwerem Seegang erreicht diese enorme Ausmaße und glättet sich erst weit draußen auf dem offenen Meer.

### Gezeiten und Wasserstände
Wie überall auf der Erde treten auch im westlichen Mittelmeer gleiche Gezeiten in Abständen von knapp zwölfeinhalb Stunden auf. Der Tidenhub an der Küste Korsikas beträgt bei Springtide 30 cm, bei Nipptide 10 cm. Abweichungen zwischen Morgen- und Abendpegel können bis zu 10 cm betragen. Winde erhöhen oder vermindern, je nach Richtung, den Wasserstand erheblich.

## Vegetation

### Höhenstufen

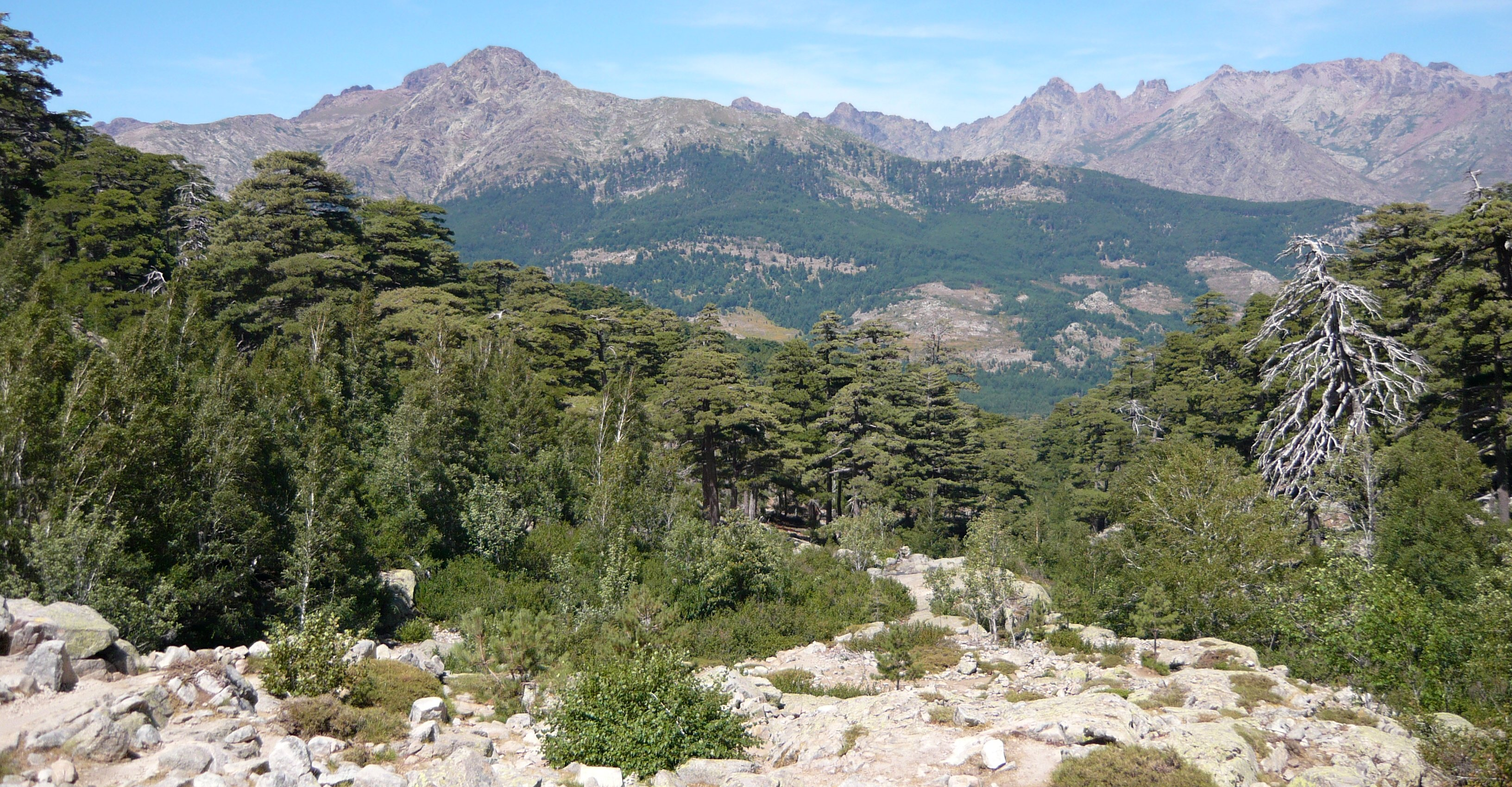
Laricio-Kiefernwald unterhalb des Hangtrogs nahe Lac de Nino, Forêt de Valdo-Niellu. Hinten links Paglia Orba, rechts das Monte Cinto-Massiv

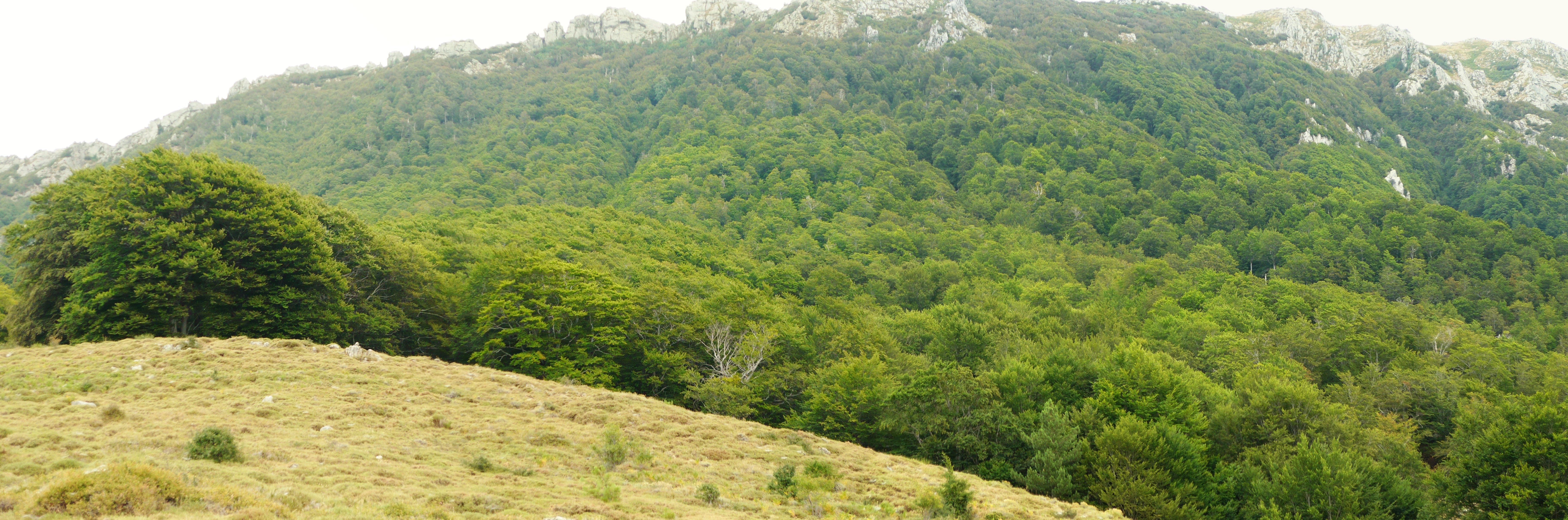
Azonaler Buchenwald (bei Cozzano), bildet in extrem niederschlagsreichen Staulagen die höchstgelegene Waldgesellschaft; im Vordergrund eine Wüstung bedeckt mit einer Heide, geprägt von Salzmann-Ginster und Tragant

Mediterrane Stufe (0–900/1000 m)
- Eumediterraner Olivenbaum-Johannisbrotbaum-Wald (Olea europaea ssp. sylvestris-Ceratonia siliqua), fragmentarisch.
- Tiefmediterraner Hartlaubwald mit Steineiche und Korkeiche, lokal Pinie, Aleppo-Kiefer auf kalkreichen Standorten, sekundär tiefmediterrane Macchie.
- Hochmediterraner Steineichen-Pinien-Wald, hochmediterrane Macchia.

Submediterrane Stufe
- Tiefere hoch- bis submediterrane Übergangsstufe (600–1100 m) mit Edelkastanie (anthropogen, meist in Selven) und regelmäßig Steineiche, kleinflächig Flaumeiche und Traubeneichen-Wald.
- Mittlere bis höhere Stufe (900–1400/1800 m) mit Schwarzkiefern-Wald.

Mediterran-montane Stufe (1100–1800 m)
- Tieferer Rotbuchen-Wald.
- Höherer Weiß-Tannen-Wald.

Waldfreie hochmontane Stufe (1600–2000 m)
- Subalpine Schattseiten mit Grün-Erlen-Gebüschen.
- Hochmontane Sonnseite mit Zwerg-Wacholder-Salzmanns-Ginster-Ätna-Berberitzen-Heide.

Alpine (Nordseiten) bis kulminale (Sonnseiten) Stufe (2000–2700 m)
- Gebüsche, Grasheiden, Schutt- und Felsengesellschaften.

### Macchia

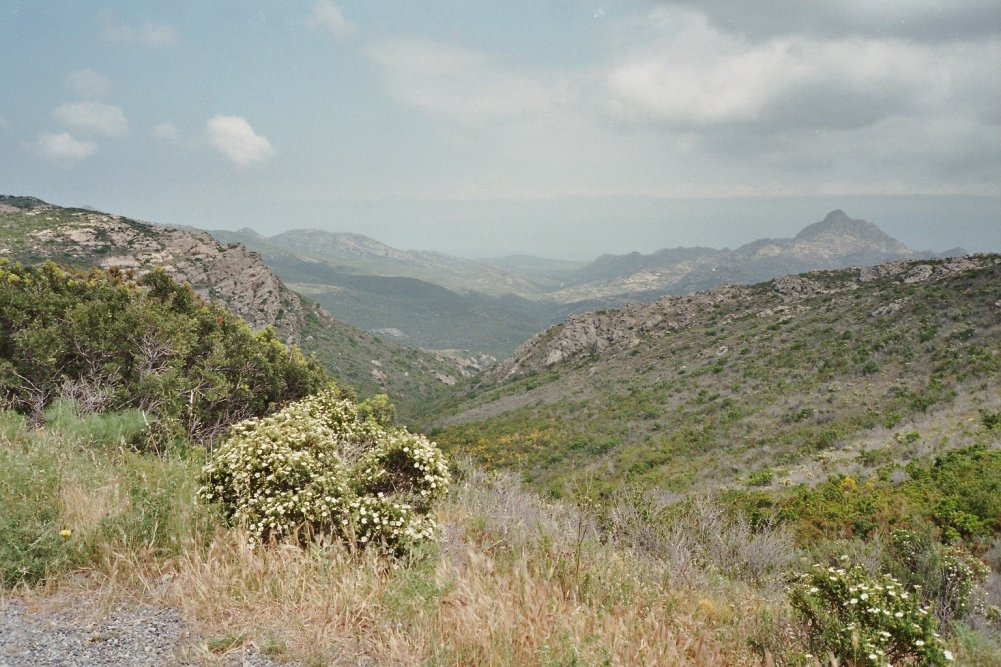
Garrigue und Macchia auf Korsika

Die Macchie, auf Korsisch Macchia genannt, ist ein immergrüner Buschwald, der rund die Hälfte der Insel bedeckt. Dieser Vegetationstyp ist typisch für mediterrane Winterregenklimate und ist für die Insel besonders prägend. Die Pflanzen haben oft ledrige Blätter und sind unterseits behaart, um die Verdunstung möglichst gering zu halten. Ölhaltige und stark duftende Pflanzen sind ebenfalls typisch für die Macchia.
Schon im ausgehenden Winter erblüht die Macchia in bunten Farben, und ein intensiver Duft entströmt der Insel, der auch vom Meer her wahrnehmbar ist. Napoleon Bonaparte soll gesagt haben, er könne seine Heimatinsel schon allein daran erkennen. Wichtige Pflanzen sind Lavendel, Ginster, Zistrose, Myrte, Baumheide und Erdbeerbaum. In den heißen Sommermonaten vertrocknet die Vegetation in vielen Bereichen, sodass die Landschaft ein steppenhaftes Aussehen erreicht.
Alljährlich kommt es im Hochsommer zu Waldbränden, die meistens auf Brandstiftung oder Fahrlässigkeit zurückzuführen sind. Hirten legen absichtlich Brände, um die „wertlose“ Macchia zu Weideland aufzuwerten. In der Vergangenheit war Brandstiftung auch Mittel von Bauspekulanten, die so die Macchia als Natur entwerteten und dann leichter Baugenehmigungen erhielten. Ein kleiner Teil dieser Brände entsteht auch durch Selbstentzündung der ausgetrockneten Vegetation (Umweltfaktor Feuer). Zum Löschen größerer Waldbrände werden spezielle Löschflugzeuge eingesetzt, die im küstennahen Bereich Seewasser aus dem Meer aufnehmen, um es im Landesinneren direkt über den Brandherden abzuwerfen. Dies kann stellenweise zu Versalzungen des Oberbodens führen und das Wiederaufkommen der Vegetation erschweren.

### Garrigue
Die Garrigue ist im Gegensatz zur Macchia niedriger und erreicht meist nur eine Höhe von bis zu einem Meter; außerdem sind andere Pflanzen zu finden. Auf besonders dünnen Böden finden sich Zistrosen, Wolfsmilchsarten, verschiedene Ginster, Rosmarin, Thymian, echter Lavendel, Salbei und Geophyten wie Orchideen, Affodill und Merendera.

### Bäume und Kulturpflanzen

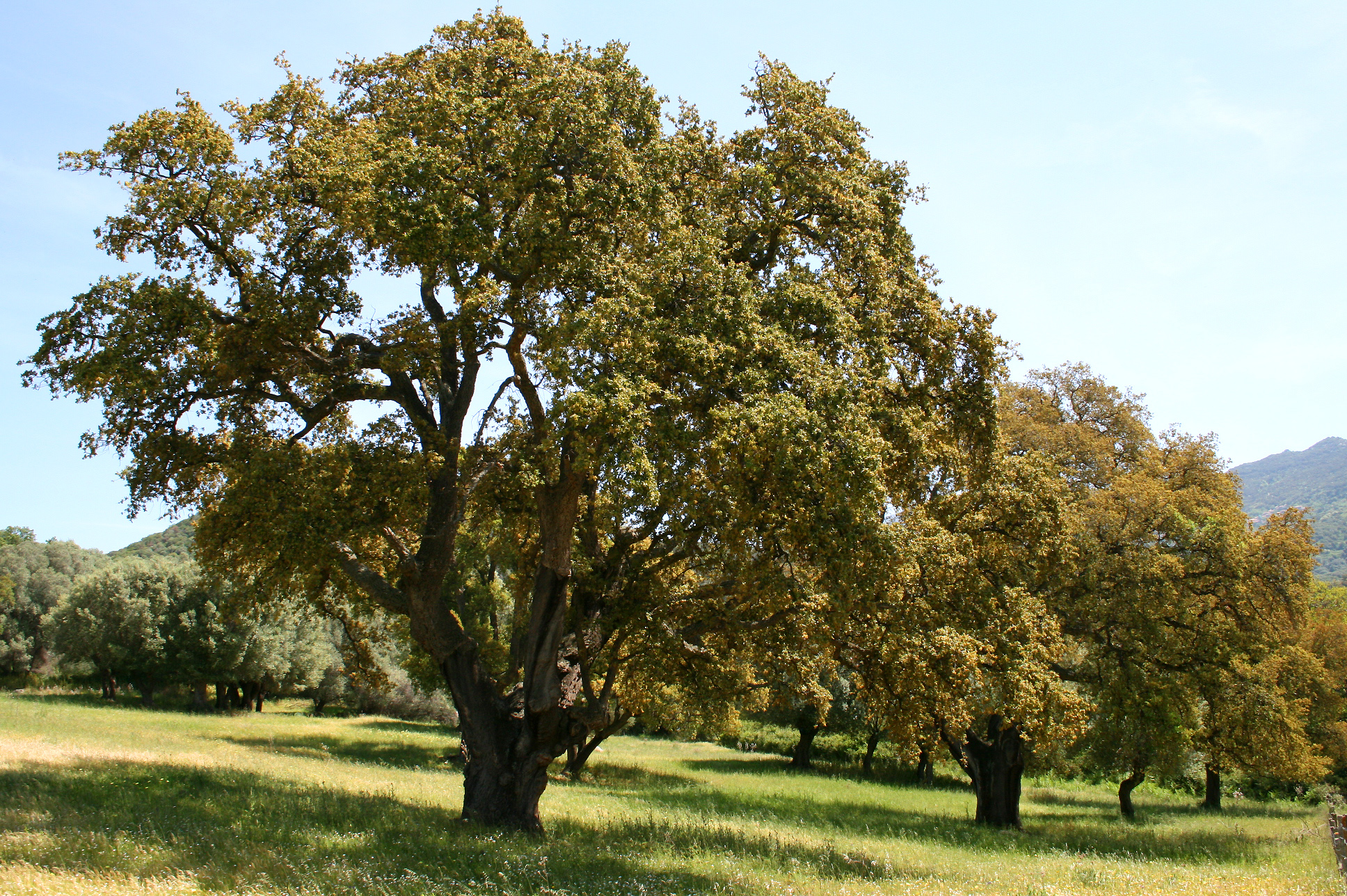
Korkeichen, Filitosa (Corse-du-Sud)

Die wichtigsten forstlichen Ertragswaldbäume Korsikas sind Laricio-Kiefern (31 %), Steineichen (21 %), Seestrandkiefern (29 %), Buchen (15 %), Korkeichen (4 %) und Weiß-Tanne (1 %).
Die Laricio-Kiefer, auch Korsische Schwarzkiefer (Pinus nigra ssp. laricio) genannt, kann eine Wuchshöhe von bis zu 50 Meter und ein Alter von nahezu tausend Jahren erreichen. Der Baum ist auf Korsika in den höheren Gebirgslagen ab etwa 800 bis 1800 m stark verbreitet. Die Korsische Schwarzkiefer ist sehr anspruchslos. Auf den kargen felsigen Böden der Hochlagen wächst sie naturgemäß sehr langsam. Sie übersteht ohne Probleme längere Frostperioden.

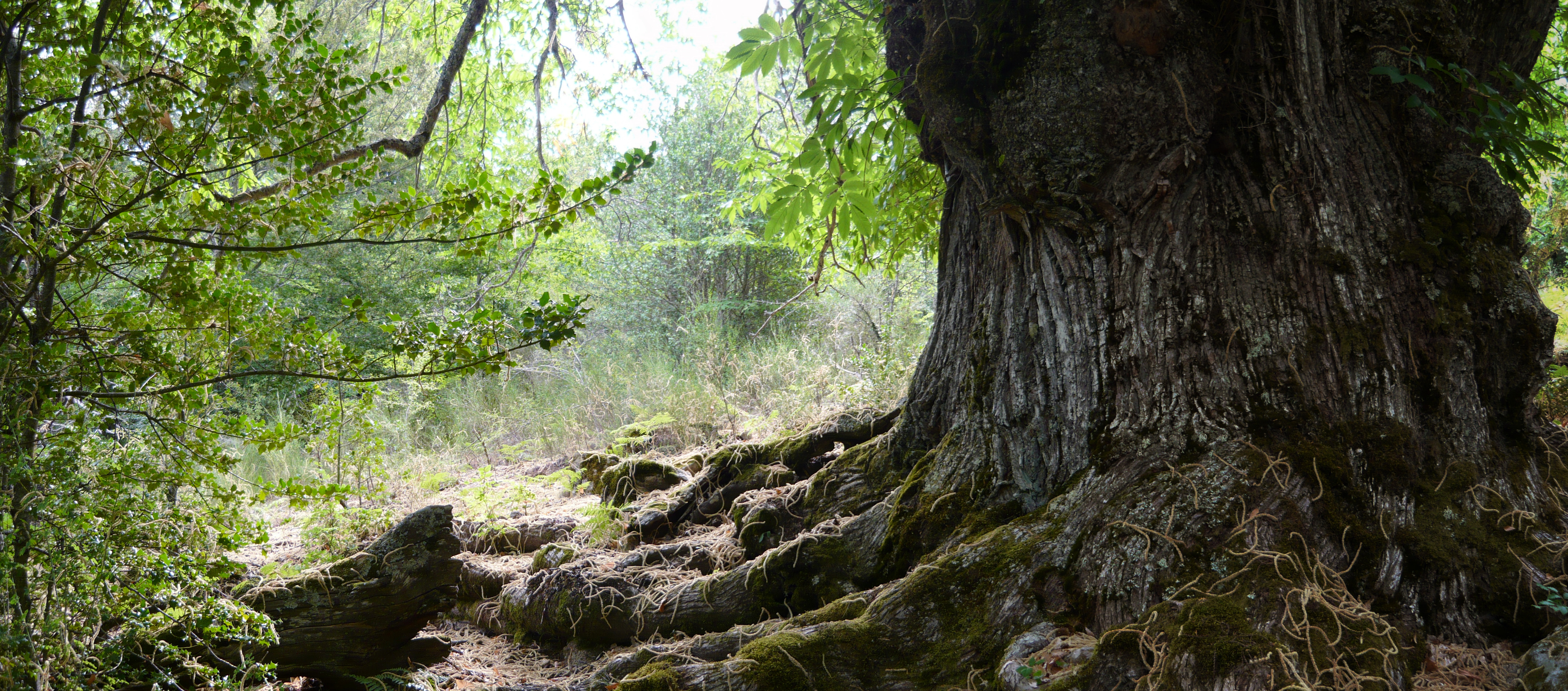
Mächtige Edelkastanie bei Zicavo

Die Edelkastanie, auch als Esskastanie bezeichnet, bedeckt allein im Gebiet der Castagniccia etwa eine Fläche von 15.000 ha, auf der gesamten Insel sind 40.000 ha mit Edelkastanienpflanzungen bestanden. Die Anlage von siedlungsnahen Edelkastanien-Selven wurde maßgeblich von den Genuesen auf der gesamten Insel gefördert, um die damals häufigen Hungersnöte zu lindern. Dafür wurden auch zahlreiche frischere Stein- und Flaumeichenstandorte gerodet und in die noch charakteristische mediterrane Kastanienlandschaft umgewandelt. Neben der Viehzucht (Schafe, Ziegen) waren Kastanien eine Hauptnahrungsquelle der Korsen – deshalb auch die Bezeichnung als „Brotbaum“.
Im Süden der Insel rund um Porto-Vecchio und Figari ist die Korkeiche verbreitet. Kleinere Vorkommen gibt es auch im Norden, zum Beispiel bei Saint Florent. Alle 10 bis 20 Jahre kann der Baum zur Gewinnung von Naturkork geschält werden.
In den zur Malariabekämpfung trockengelegten Sumpfgebieten wurde vielfach Eukalyptus angepflanzt, der schnell wächst und sehr viel Wasser verdunstet. Eukalyptus wird bis zu 40 m hoch und hat eine silbrig graue Rinde, deren abgestorbene Teile meist in senkrechten Fetzen und Streifen vom Stamm herabhängen. Die Blätter sind lang und sichelförmig gebogen und verströmen wie die Früchte des Baumes einen würzigen Duft. Eine Anpflanzung mit teils stattlichen Bäumen befindet sich am Golf von Porto an der Westküste, der dortige Hain beherbergt unter anderem den örtlichen Campingplatz.
Soweit die Bodenverhältnisse es zulassen, gedeihen bis auf eine Höhe von etwa 400 Meter weitere Pflanzen, die im gesamten Mittelmeerraum anzutreffen sind, beispielsweise Zypressen, Ölbäume, Oleander, Platanen, Mimosen und Dattelpalmen. Wichtige landwirtschaftliche Kulturen in dieser Höhenstufe bestehen aus Zitrusbäumen (Zitronen, Orangen, Clementinen, Limetten), Feigenbäumen, Mandel- und Pfirsichbäumen sowie Weinstöcken.

## Fauna
Korsika beherbergt mehrere endemische, also ausschließlich auf dieser Insel vorkommende Tierarten.

### Amphibien
Unter den Amphibien sind als Endemiten der Korsische Gebirgsmolch, der Korsische Feuersalamander und der Korsische Scheibenzüngler zu nennen, sämtlich Arten, die ihren Verbreitungsschwerpunkt in mittleren und großen Höhenlagen haben.

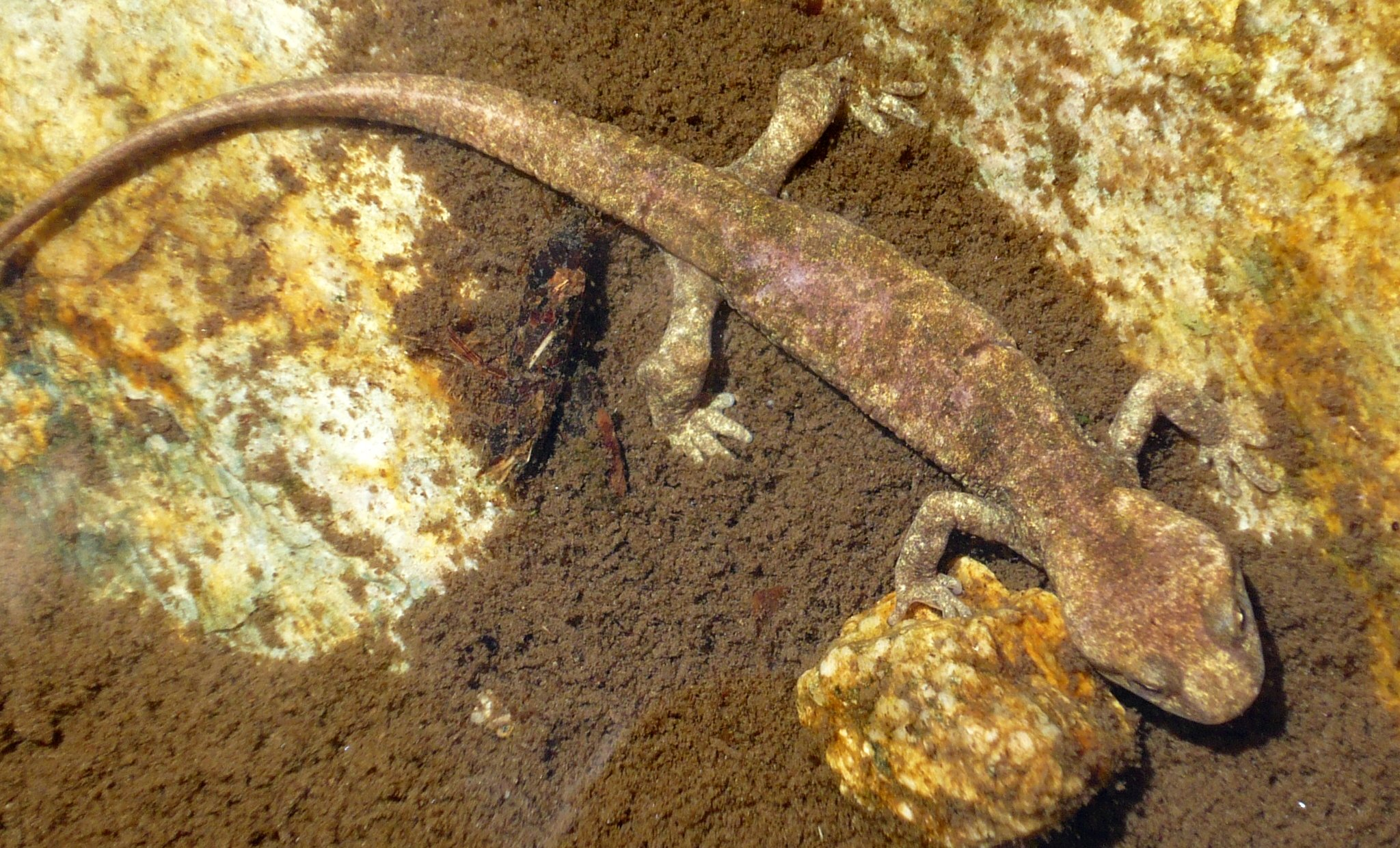
Korsischer Gebirgsmolch
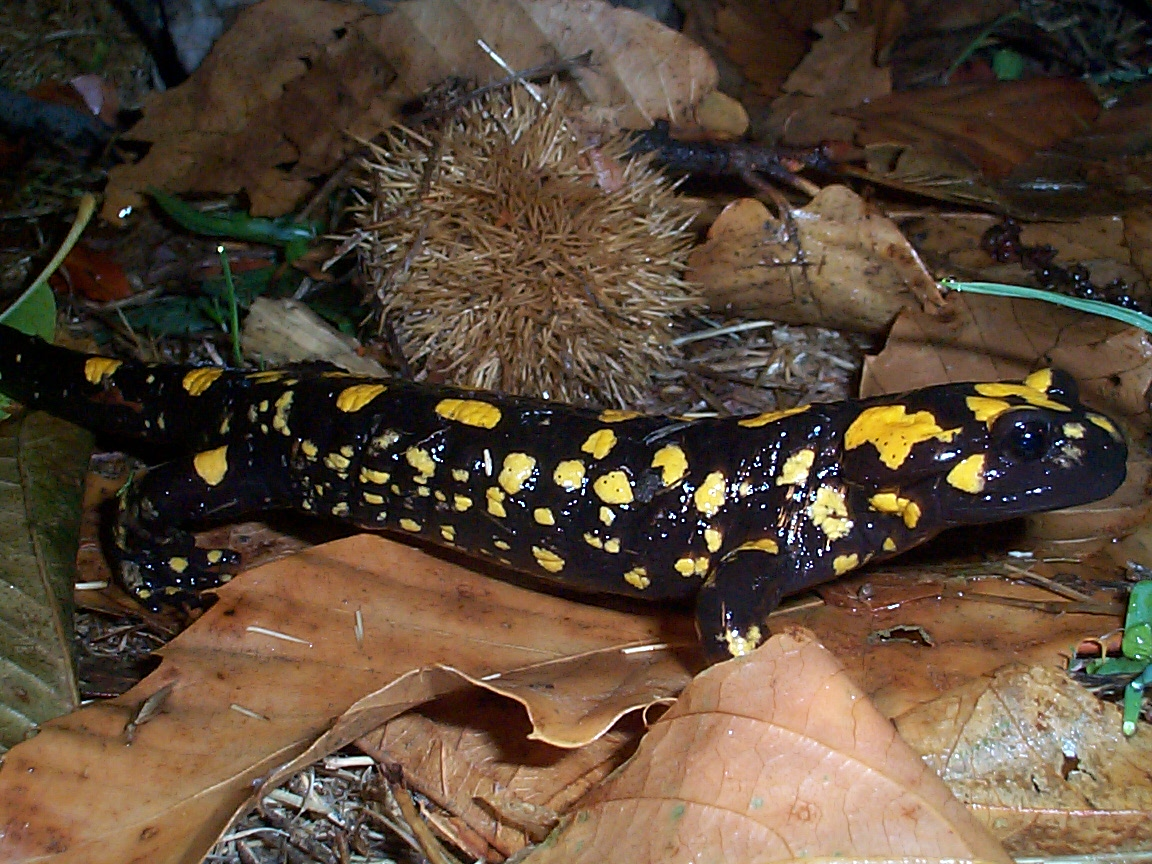
Korsischer Feuersalamander
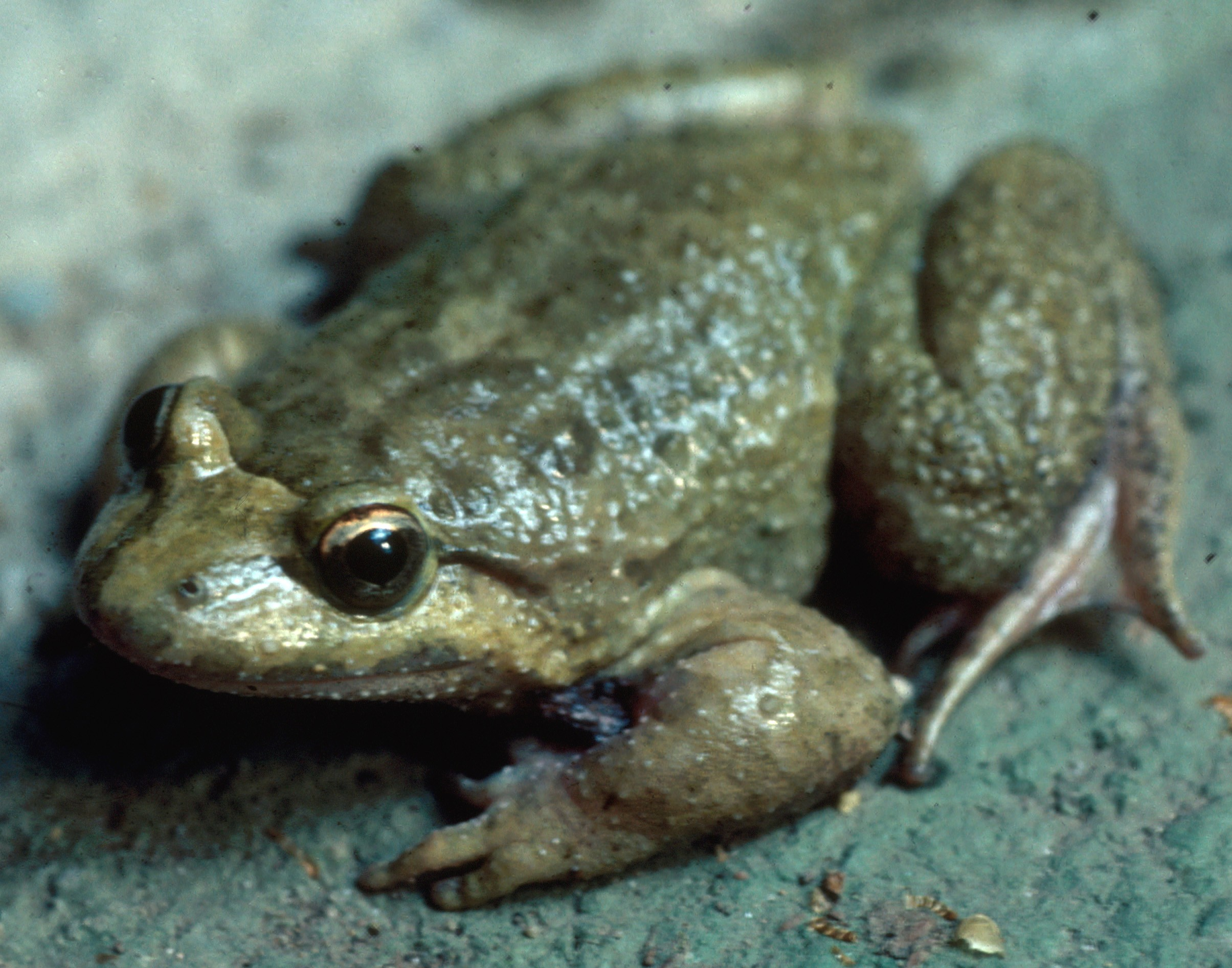
Korsischer Scheibenzüngler
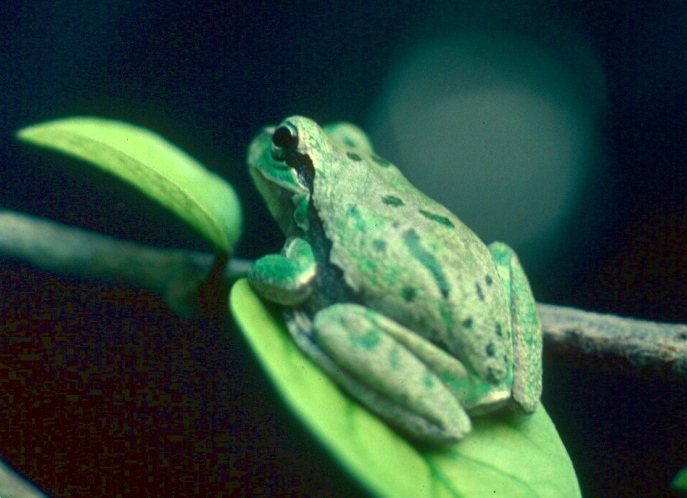
Tyrrhenischer Laubfrosch

Die tieferen Lagen sind Verbreitungsschwerpunkt von Arten, die auch andernorts im Mittelmeerraum anzutreffen sind: Sardischer Scheibenzüngler, Wechselkröte, Tyrrhenischer Laubfrosch sowie Italienischer Wasserfrosch.

### Reptilien
Zu den Reptilienarten Korsikas, die vor allem die tieferen Lagen besiedeln, gehören die Griechische Landschildkröte, die Europäische Sumpfschildkröte, Europäischer Halbfinger, Mauergecko sowie die Ruineneidechse. Je nach Relief kommt die Tyrrhenische Gebirgseidechse auch in Meeresnähe vor, so beispielsweise an der teils sehr schroffen Westküste. Generell besiedelt sie eher die hohen Lagen und ist als einzige Eidechse noch in den Gipfellagen jenseits von 2500 m regelmäßig anzutreffen. Tyrrhenische Mauereidechse, Gelbgrüne Zornnatter sowie die Ringelnatter, die hier als eigene Unterart vorkommt, sind in beinahe jeder Höhenstufe der Insel zu finden, nur die Gipfellagen werden nicht besiedelt. Sehr selten kommen auf Korsika noch Europäischer Blattfinger und Zwerg-Kieleidechse vor, beides Arten, die nur noch Refugiallebensräume besetzen können.

### Vögel

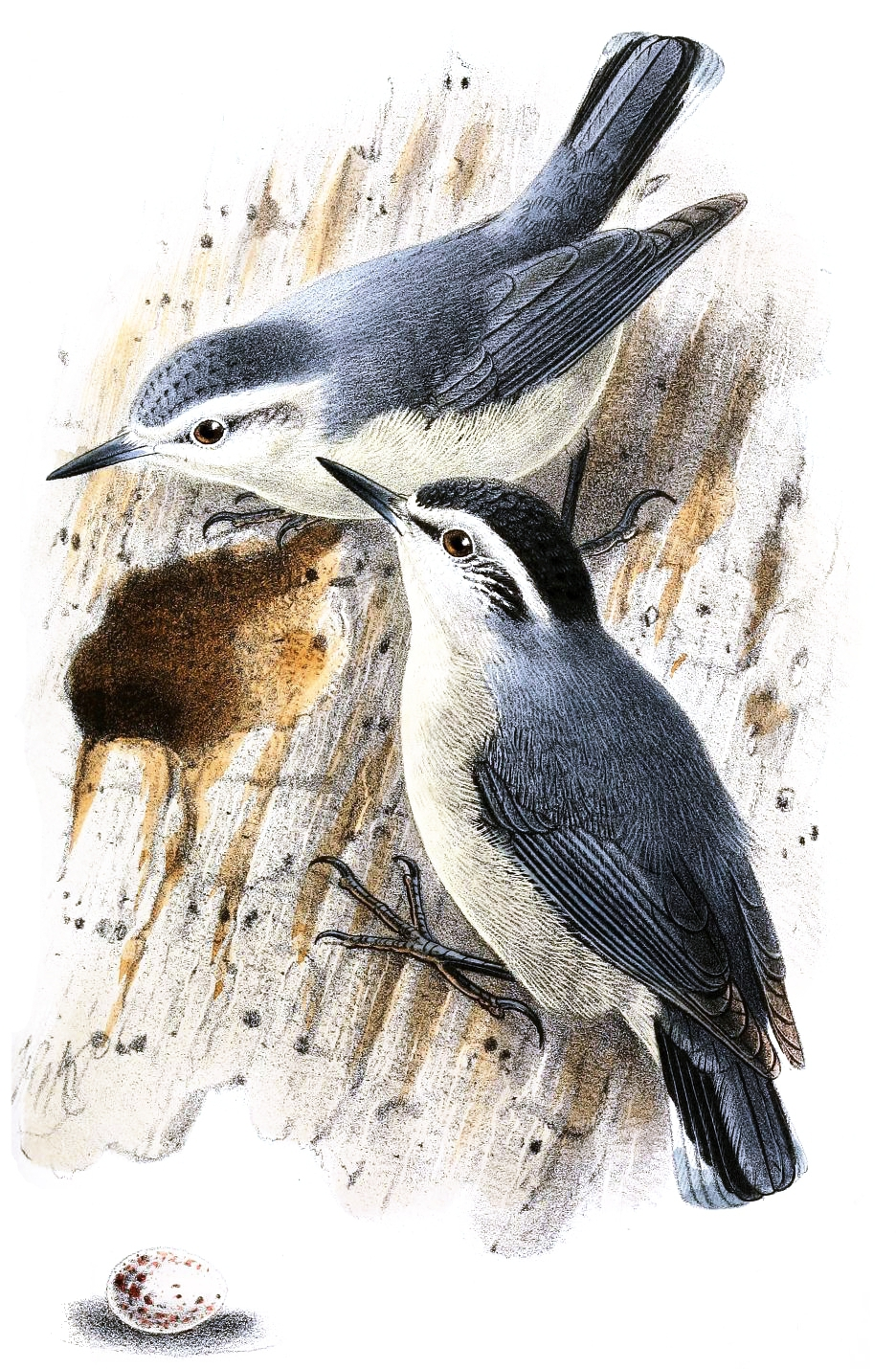
Korsenkleiber (Sitta whiteheadi)

Da Korsika eine wichtige Zwischenstation des europäischen Vogelzugs ist, lassen sich in den Lagunen der Ostküste zwischen Oktober bis März große Schwärme von Wasser- und Watvögeln beobachten, darunter sehr seltene Arten wie Großer Brachvogel, Bekassine, Knäkente, Rotschenkel, Trauerente und Zwergseeschwalbe, aber auch Flamingos. Die meisten Arten sind durch die EG-Vogelschutzrichtlinie geschützt und dürfen auch auf Korsika nicht bejagt werden. Der Triel wurde auf Korsika stellenweise auch als Brutvogel festgestellt.
Greifvögel sind oft zu beobachten, zum Beispiel Fischadler (an der Westküste, beispielsweise im Naturreservat La Scandola), Steinadler und Bartgeier (vor allem im Hochgebirge), Rotmilan, Mäusebussard, Schlangenadler und Turmfalke. Einzige nur auf Korsika vorkommende, also endemische Vogelart ist der Korsenkleiber.

### Tiere in Gewässern
Die Küstengewässer sind fischreich, man kennt hier etwa 300 Brack- und Salzwasserarten. In den Fließgewässern sind Forellen und Aale anzutreffen, die zum Teil eingesetzt werden. Dies bereitet vor allem der ursprünglich heimischen Mittelmeer-Bachforelle Probleme, die nur noch in wenigen Fließgewässersystemen der Insel häufiger zu finden ist. Eine weitere Besonderheit der Süßgewässer Korsikas sind Süßwassergarnelen, die in den Unterläufen kleinerer Flüsse stellenweise häufig anzutreffen sind.

### Säugetiere
Die wildlebenden Säugetiere sind aufgrund der Insellage, der gebirgigen Topografie und der intensiv betriebenen Bejagung nicht sehr artenreich. Der heute auf Korsika dominierende Säuger ist das Wildschwein. Selten ist der Europäische Mufflon geworden, der durch starke Bejagung in ganz Europa ausgerottet war und einzig auf Korsika und Sardinien überleben konnte. Auf Korsika sind nur zwei Populationen erhalten geblieben, und zwar im Monte-Cinto-Massiv nördlich von Calacuccia und in der Umgebung des Col de Bavella zwischen Zonza und Solenzara. In der Nähe von Venaco am Monte Rotondo-Massiv wurden Mufflons wieder angesiedelt, um nach und nach wieder den gesamten Hauptkamm des korsischen Hochgebirges zu besiedeln.
Der Korsische Zwerghirsch wurde auf Korsika ausgerottet und konnte als Unterart nur auf Sardinien überleben. Inzwischen wurden sardische Tiere auf der nördlichen Nachbarinsel wieder angesiedelt. In den Macchie- und Garrigue-Landschaften trifft man auf den äußerst seltenen Korsika-Hasen, Mauswiesel sowie den Rotfuchs und die korsische Wildkatze, deren Artzugehörigkeit noch nicht geklärt ist. Pottwale und verschiedene Delfine sind besonders häufig am Cap Corse und in der Straße von Bonifacio anzutreffen, wenn sie von einem in ein anderes Becken des Mittelmeeres wechseln.

### Spinnen

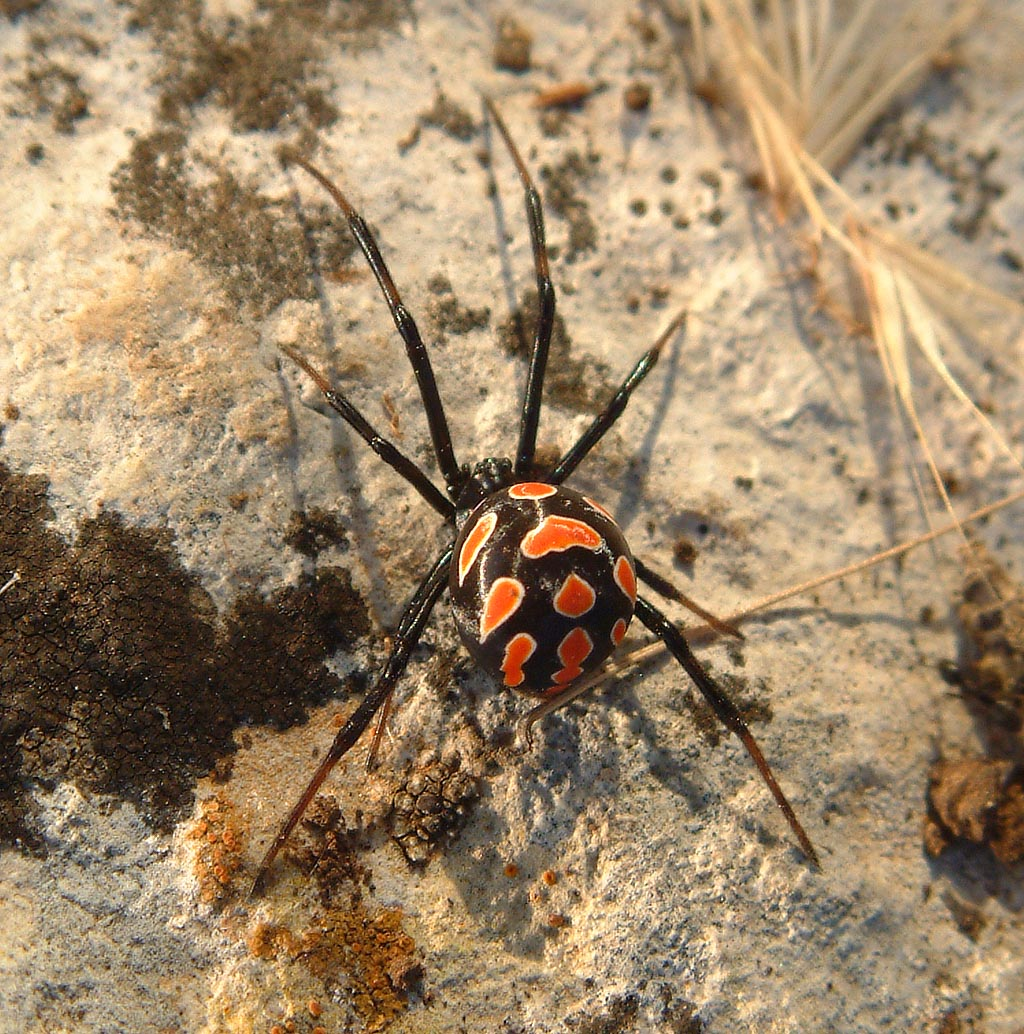
Europäische Schwarze Witwe

Bemerkenswerte Spinnentiere sind die Europäische Schwarze Witwe und die Tarantel.

### Insekten und Malaria

Europäische Gottesanbeterin

Unter der großen Gruppe der auf Korsika verbreiteten Insekten befindet sich auch die Europäische Gottesanbeterin.
Über 60 Arten der Tag- und Dickkopffalter sind bisher auf dieser Insel nachgewiesen worden. Davon sind mindestens vier Arten Endemiten der tyrrhenischen Inseln, kommen also nur auf Korsika und Sardinien vor: Korsischer Schwalbenschwanz, Euchloe insularis (eine Weißlingsart), Korsischer Perlmutterfalter und Korsischer Waldportier. Das Korsische Wiesenvögelchen hat auch Populationen auf Elba und umgebenen Inseln sowie in küstennahen Gebieten der Toskana. Die dort vertretene Unterart elbana wird jedoch manchmal auch als eigene Art eingestuft, in diesem Fall ist die Nominatform corinna ein echter tyrrhenischer Endemit. Die in Hochlagen vertretene Unterart ichnusa des Kleinen Fuchses ist leicht am Fehlen schwarzer Flecke auf der Vorderflügel-Oberseite zu erkennen. Auch dieses Taxon soll manchmal als Art bewertet werden.
Bis in die 1950er Jahre war die Malaria auf Korsika noch ein großes Problem, insbesondere an den ausgedehnten Brackwasserflächen der Ostküste. Diese eigentlich landwirtschaftlich interessante weil ertragreiche Küstenebene war traditionell zwar nie dicht besiedelt, weil die Korsen in der Vergangenheit die Piraten fürchteten. Aber die vor allem durch die Anopheles-Mücken übertragene Krankheit war auch ein Hinderungsgrund, vor der sich die Korsen traditionell während des Hochsommers in höhere Lagen zurückzogen. Ab 1944 bekämpfte die amerikanische Luftwaffe im Mündungsdelta des Stabiacco bei Porto-Vecchio die Malariamücke durch Versprühen von DDT, was die Ansiedlung der ehemaligen Algerienfranzosen (pieds-noirs) und die Urbarmachung der Küstenebene und später den Tourismus erst möglich machte. Bis 1973 gab es jedoch immer wieder aufkeimende Malaria, heute gilt die Insel als malariafrei.

## Geschichte

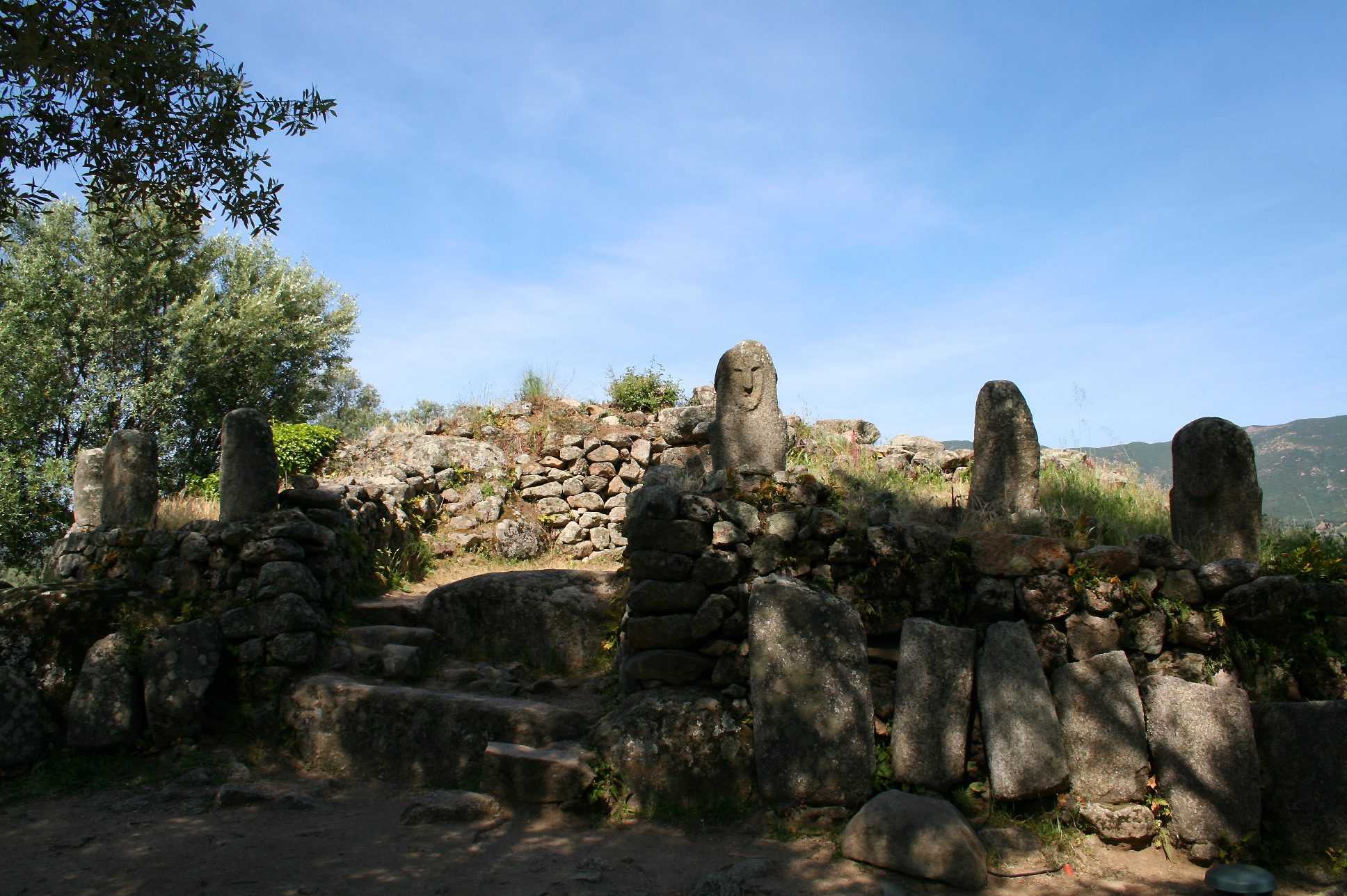
Filitosa

Korsika als Teil des Königreichs Italien zur Zeit von Lothar II. und Berengar II. (948–961)

Italien um das Jahr 1000

### Herkunft des Namens
Die Griechen nannten die Insel außer Κύρνος (Kyrnos) auch Κορσίς (Korsis). Als Beinamen gaben sie ihr die Bezeichnung Kalliste, „die Schönste“.

### Prähistorie und Antike
Die korsische Urbevölkerung, Jäger und Sammler, wurde um 6000 v. Chr. von einwandernden Neolithikern der Impressokultur verdrängt. Im Süden der Insel entwickelte sich etwa 3000 v. Chr. eine mehrphasige Megalithkultur (Filitosa), die auch zahlreiche Menhire errichtete und um 1800 v. Chr. von der Kultur der Torreaner abgelöst wurde, die Torren, nuraghenartige Turmbauten eigener Prägung, errichteten.
Im 6. Jahrhundert v. Chr. gelangten zuerst punisch-karthagische Siedler auf die Insel, danach Griechen (Phokäer), die um 565 v. Chr. eine Niederlassung namens Alalia, das heutige Aléria, gründeten. Die vorherrschenden Seemächte dieser Zeit, Karthago und die Etrusker, besiegten um 540 v. Chr. gemeinsam die Griechen in der Seeschlacht vor Alalia. Danach wurde Alalia bis ins 3. Jahrhundert v. Chr. von den Etruskern beherrscht. Nachdem Karthago kurzfristig die Vorherrschaft wiedererlangte, wurde Alalia 259 v. Chr. im Ersten Punischen Krieg von den Römern erobert. Mit Gründung der Provinz Sardinia et Corsica im Jahr 227 v. Chr. wurde Korsika für rund 650 Jahre Teil des Römischen Reiches und – dauerhaft – des romanischen Sprach- und Kulturraums.

### Mittelalter
Noch in der Endphase des Bestehens des Weströmischen Reiches begannen im 5. Jahrhundert Kämpfe zwischen Vandalen und Goten um die Insel, aus denen der Vandalenkönig Geiserich als Sieger hervorging. Nach der Eroberung Italiens durch das Oströmische Reich (Byzanz) wurde Korsika 536 Teil des Exarchats von Karthago. In den folgenden Jahrhunderten war die Insel unter den Regionalmächten umstritten, doch gelang es Byzantinern, Langobarden, Sarazenen, Franken, den Markgrafen von Tuszien (Toskana, ab 828) und den Seerepubliken Pisa (ab ca. 1050) und Genua (1284 bis 1769) meist nur, sich an den Küsten der Insel festzusetzen. Vor allem die Überfälle sarazenischer Piraten führten dazu, dass ein Großteil der Bevölkerung Korsikas sich ins Binnenland zurückzog und die Insel allmählich verarmte. Mit der Zeit bildete sich ein Feudalsystem. Zudem gewann die katholische Kirche politische Autorität. Insbesondere die Präsenz von Tusziern, Pisanern und Genuesen stärkte die italienische Prägung der Insel bis in die Neuzeit hinein. 

Italien um 1494 (mit Korsika als Besitz der Republik Genua)

### Unabhängigkeitsbestrebungen und Anschluss an Frankreich

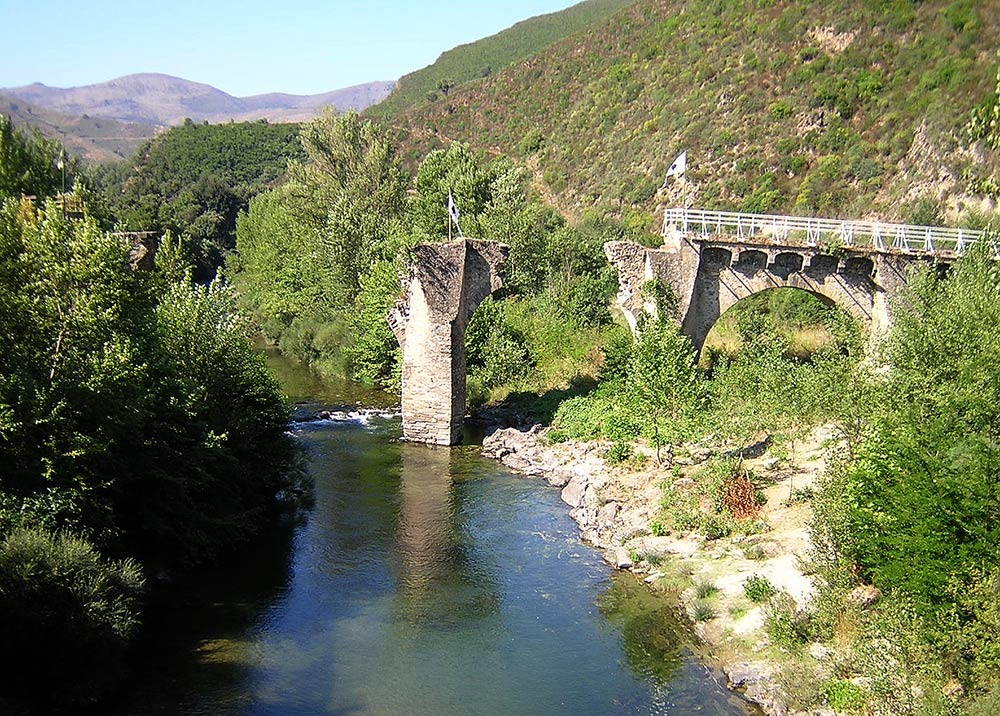
Am Ponte Novu, der „neuen Brücke“ über den Golo, entschied sich 1769, dass Korsika ein Teil Frankreichs wurde

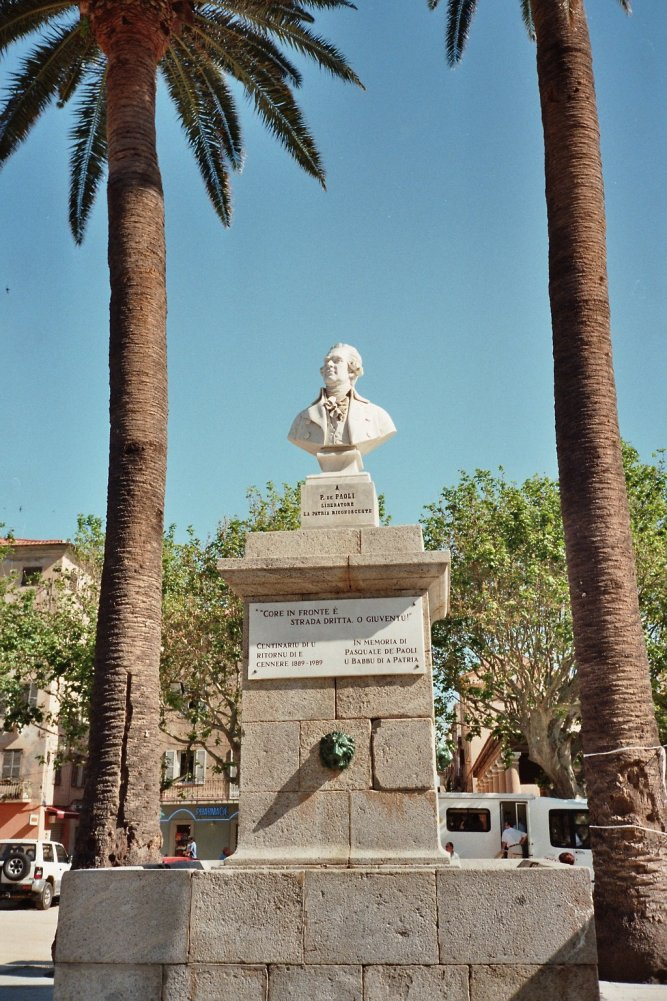
Die Büste von Pasquale Paoli in L’Île-Rousse

Im Jahr 1729 begannen auf der Insel mehrjährige Aufstände gegen die Herrschaft der Genuesen. Am 15. April 1736 machten korsische Rebellen den deutschen Abenteurer, Baron Theodor von Neuhoff (1694–1756), im Kloster von Alesani (in der Castagniccia) zum König. Das Königreich Korsika bestand kaum ein Jahr.
1755 wurde erneut die staatliche Unabhängigkeit ausgerufen. Unter Führung von Pasquale Paoli, der als „Babbu di a Patria“ (Vater des Vaterlandes) verehrt wird, gaben sich die Korsen eine demokratische Verfassung. Diese war die erste Verfassung im Zeitalter der Aufklärung, lange vor den Verfassungen der Vereinigten Staaten (1776) und Frankreichs (1791). Daraufhin verkaufte Genua die Insel an Frankreich, das 1769 die korsischen Truppen in der Schlacht bei Ponte Novu besiegte. Seither ist Korsika – abgesehen von einem kurzen Intervall während der Französischen Revolution, als die Insel unter englische Oberhoheit geriet – französisches Staatsgebiet und diente anfangs vor allem als Außenposten zur Sicherung der provenzalischen Küste und zur Kontrolle der Apenninenhalbinsel. Gleichwohl beeindruckte das korsische Bestreben nach Unabhängigkeit zahlreiche Intellektuelle jener Zeit, darunter Jean-Jacques Rousseau in seinem Werk Contrat social von 1762 und die Gründungsväter der Vereinigten Staaten.
Die korsische Stadt Ajaccio ist der Geburtsort des späteren französischen Kaisers, Napoleon Bonaparte (1769–1821), dessen Eltern dem niederen korsischen Adel angehörten. Die französischen Besatzer boten den korsischen Adeligen an, französische Adelstitel zu erwerben, wenn sie ihre Herkunft lückenlos nachweisen konnten. Um dem nachzukommen, reisten die Bonapartes auf das französische Festland und ließen den jungen Napoleon dort erziehen.

### Vom 19. Jahrhundert bis zum Zweiten Weltkrieg

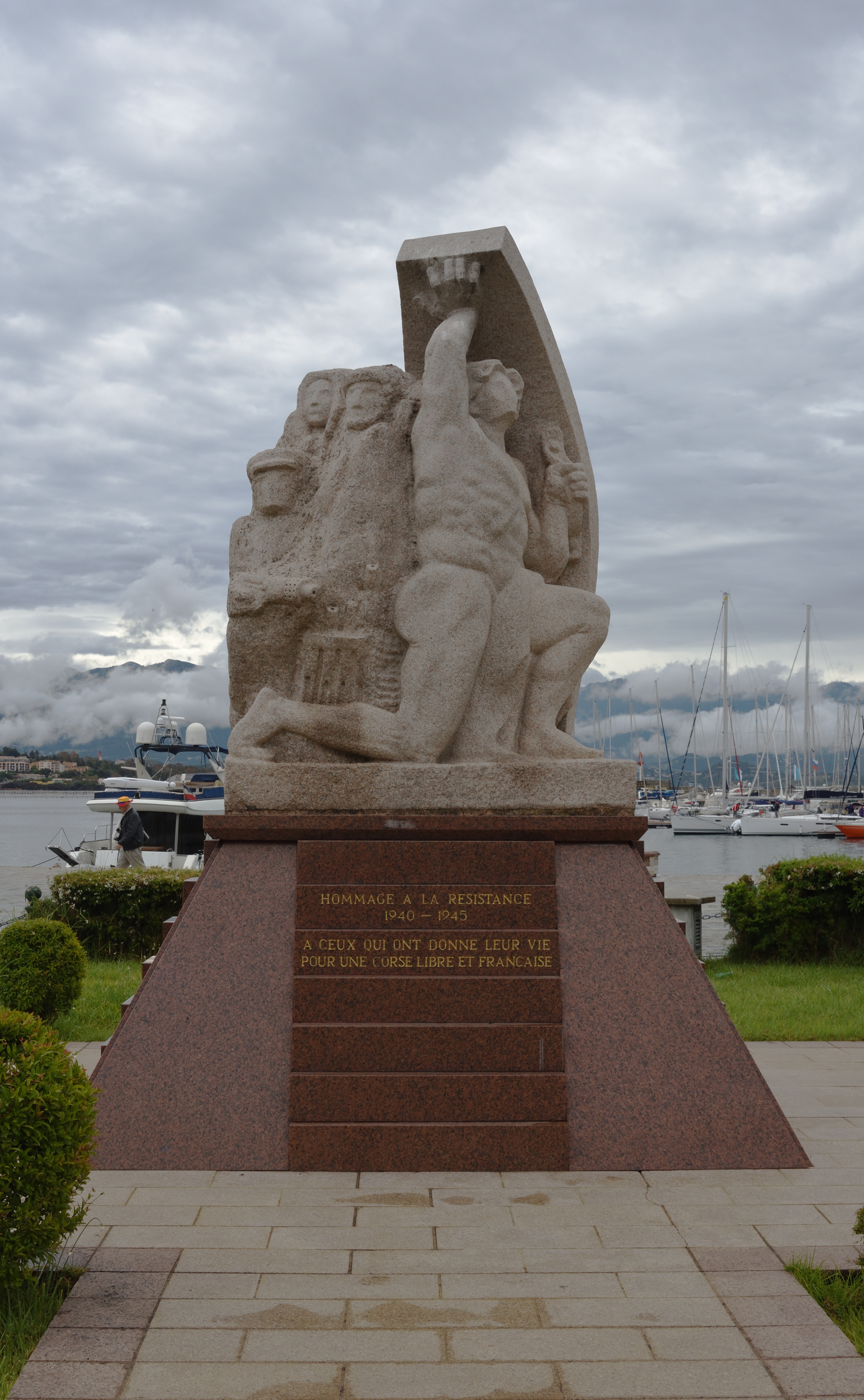
Denkmal für die Résistance im Hafen von Ajaccio

Durch die Einführung der allgemeinen Schulpflicht (1882, loi Ferry), den Bau der Eisenbahn (1888–1894) und andere administrative Maßnahmen festigte sich die französische Herrschaft über Korsika, und die französische Sprache begann durch den Einfluss von Schule und Verwaltung das Korsische zu verdrängen. Zugleich drängte die bittere Armut viele Korsen zur Auswanderung, die um das Jahr 1900 ihren Höhepunkt erreichte. Insbesondere das Quartier du Panier am Alten Hafen von Marseille entwickelte sich zu einem Zentrum der korsischen Diaspora, in dem Sprache und Kultur der Insel und die engen Familienbande ihrer Dörfer weiterlebten.
Innerhalb dieser entwickelte sich zwischen den beiden Weltkriegen die korsische Mafia, die im Waffen- und Drogenhandel tätig wurde und beträchtlichen Einfluss auf die örtliche Politik nahm, indem sie sich verschiedenen politischen Gruppierungen als Miliz andiente. Diese Aktivitäten erreichten in den 1930er Jahren ihren Höhepunkt, blieben aber auch nach dem Zweiten Weltkrieg virulent. In den 1950er und 1960er Jahren nahmen Netzwerke der korsischen Mafia sogar Einfluss auf die nationale Politik Frankreichs.
In vielen Funktionen profitierten Korsen von der Ausdehnung des französischen Kolonialreiches, einerseits als Soldaten und Kolonialbeamte, andererseits indem sie in den Kolonien als Händler und Geschäftsleute auftraten. In Französisch-Nordafrika ließen sich viele Korsen dauerhaft nieder.
In Abwehr der Vereinnahmungsversuche des italienischen Faschismus, insbesondere Benito Mussolinis, der Korsika 1936 zum integralen Bestandteil Italiens erklärte, definierten korsische Schriftsteller und Intellektuelle in den 1930er und 1940er Jahren das Korsische erstmals als eigenständige Sprache und nicht mehr, wie vorher üblich, als italienischen Dialekt. Ihre Identität sollte korsisch, nicht italienisch sein. Zum Ausdruck kam diese Haltung am 30. November 1938 im „Eid von Bastia“, mit dem der Politiker Jean-Louis Ferracci vor 20.000 Korsen die Zugehörigkeit Korsikas zu Frankreich beschwor und italienische Ansprüche zurückwies.
Im Zweiten Weltkrieg wurde Korsika am 11. November 1942 als Reaktion auf die Landung alliierter Truppen in Nordafrika von deutschen Truppen besetzt. Im April 1943 begannen Verbände des Freien Frankreichs, der Forces françaises libres (FFL), mit der Bewaffnung der Inselbevölkerung, die als Partisanen gegen die Besatzer kämpfen sollte. Am 8. September 1943 landeten Verbände unter dem Kommando von General Henri Giraud auf Korsika. Die korsischen Partisanen und die Soldaten der FFL befreiten bis zum 4. Oktober 1943 gemeinsam die Insel. Die Erinnerung an den korsischen Beitrag zur Résistance ist auf Korsika noch lebendig.

### Von 1945 bis zur Jahrtausendwende
Nach 1945 konnte die wirtschaftlich rückständige Insel in bescheidenem Maße vom französischen Wirtschaftswunder, den Trente Glorieuses, profitieren, das aber auch die Einwanderung von Festlandfranzosen verstärkte, während noch mehr Korsen als früher als Arbeitsmigranten die Insel verließen.
Das drohende Ende des französischen Kolonialreichs führte in den 1950er Jahren bei vielen Korsen zu wirtschaftlichen Ängsten, sodass dem Putsch von Algier gegen die Unabhängigkeit Algeriens im Mai 1958 auf der Insel Sympathien entgegengebracht wurden. Am 24. Mai 1958 wurde Korsika von einem Fallschirmjägerbataillon im Rahmen der Opération Résurrection in Besitz genommen. Die Hoffnungen vieler Korsen richteten sich auf Charles de Gaulle, der sie jedoch enttäuschte, indem er nach der Gründung der Fünften Französischen Republik mit Unterstützung der Mehrheit der Franzosen der Beendigung des Algerienkrieges und der Unabhängigkeit Algeriens (1962) zustimmte. Danach wurden etwa 16.000 Algerienfranzosen (Pieds-noirs) vor allem entlang der korsischen Ostküste angesiedelt, sodass viele Korsen fürchteten, zur Minderheit auf ihrer Insel zu werden. Zugleich wurde durch die restriktive Sprachenpolitik des französischen Staates (Unterdrückung aller Dialekte und Regionalsprachen) das Korsische aus dem öffentlichen Leben der Insel weiter verdrängt.
Die Befürchtungen um die eigene Identität sowie um Wohlstand und Einfluss bewirkten einen Aufschwung des korsischen Nationalismus, der sich anfangs insbesondere gegen eine mögliche Bevorzugung der Pieds-noirs richtete. Ab 1964, vermehrt ab 1968, kam es zu Übergriffen auf Eigentum derselben. In den frühen 1970er Jahren gründeten sich mehrere Parteien als politischer Arm der Nationalbewegung. Eine davon, der Front régionaliste corse, gab 1971 das Buch Main basse sur une île heraus, in dem die ökonomische Situation Korsikas mit der einer Kolonie verglichen und ein korsischer Sozialismus gefordert wurde. Initiativen zu Erhalt und Belebung der korsischen Sprache und Kultur entstanden im Rahmen der Bewegung des Riacquistu („Wiederaneignung“) und förderten das Bewusstsein für die kulturelle Eigenständigkeit.
In der allgemeinen Wirtschaftskrise der 1970er Jahre (vgl. Ölpreiskrisen, Eurosklerose) radikalisierten sich einige korsische Nationalisten. Als Fanal galt die Besetzung des Weinguts eines Pied-noir nahe Aléria am 21. August 1975, die eine bewaffnete Auseinandersetzung zwischen der von Edmond Simeoni angeführten ARC, Action pour la renaissance de la Corse und der französischen Armee auslöste. Unter anderem forderten die Nationalisten die Wiedereröffnung der korsischen Universität, die im 18. Jahrhundert unter Pasquale Paoli (siehe oben) bestanden hatte; 1981 wurde das Anliegen verwirklicht. 
Hinzu kamen Dezentralisierungsmaßnahmen des französischen Staates wie die Gründung der Collectivité régionale mit Einrichtung eines Regionalparlaments (1982), doch lehnte die französische Regierung Forderungen nach offizieller Zweisprachigkeit, Autonomie oder gar Unabhängigkeit aus Sorge um die Einheit Frankreichs ab (vgl. Minderheiten in Frankreich). Einige Unterstützer der korsischen Unabhängigkeit, insbesondere der am 5. Mai 1976 gegründete Frontu di Liberazione Naziunalista Corsu (FLNC), versuchten mit Bombenanschlägen und Morden die Unabhängigkeit zu erzwingen; siehe Korsikakonflikt.
Unterdessen nahm der Tourismus auf Korsika merklich zu. Die Insel wurde wegen ihrer unberührten Landschaft besonders bei Festlandfranzosen, Italienern und Deutschen ein beliebtes Reiseziel. Die touristische Erschließung und der Bau von Ferienhäusern von Franzosen und Ausländern stießen bei Teilen der Inselbevölkerung auf Ablehnung. In den 1990er Jahren eskalierte die Gewalt, als sich bewaffnete Gruppierungen auch gegenseitig bekämpften und mafiöse Netzwerke Einfluss zu gewinnen suchten. Im Februar 1998 wurde der Präfekt der Insel, Claude Erignac, in Ajaccio ermordet. Diese Bluttat schreckte die französische Öffentlichkeit auf; es wurde diskutiert, ob der französische Staat die Kontrolle über Korsika verloren habe.

### Seit 2000
Im Jahr 2000 stimmte der französische Ministerpräsident, Lionel Jospin, im Rahmen des „Prozesses von Matignon“, der die Spannungen auf Korsika lösen sollte, einer größeren Autonomie der Insel zu. Unterdessen befürchtete die gaullistische Opposition in der französischen Nationalversammlung, andere Regionen (etwa die Bretagne, das Baskenland, das Elsass) könnten ähnliche Ansprüche erheben und letztlich den Bestand der französischen Republik gefährden (vgl. Minderheiten in Frankreich). Die vorgeschlagene Autonomie Korsikas schloss einen größeren Schutz der korsischen Sprache als zentralem Identifikationsfaktor ein, trotzdem stimmten bei dem Referendum, das am 6. Juli 2003 auf der Mittelmeerinsel abgehalten wurde, knapp 51 % der Bevölkerung dagegen. Obwohl der Ausgang der Befragung keinen bindenden Charakter hatte, stoppte die Regierung das Projekt. Das Scheitern wurde vor allem Jospin angelastet – er habe durch Verhandlungen mit Vertretern der Unabhängigkeitsbewegung deren Gewalt legitimiert und damit die Reform diskreditiert.
Die bewaffneten Gruppierungen sind heute weitgehend inaktiv. Allerdings haben sie in den letzten Jahren nach den Rückschlägen der 2000er Jahre wieder Zulauf erhalten, auch aus Enttäuschung über die Korruption korsischer Politiker. Bei den Regionalwahlen im November 2015 gewann ein Bündnis gemäßigter und radikaler korsischer Nationalisten, die sich für eine Autonomie bzw. die staatliche Unabhängigkeit einsetzten, die Mehrheit im Regionalparlament, der Assemblée de Corse. Bei der Parlamentswahl in Frankreich 2017 gewannen korsische Nationalisten drei der vier Parlamentssitze, die Korsika in der französischen Nationalversammlung repräsentieren.
Korsika litt lange unter einer Mafia-ähnlichen organisierten Kriminalität. Ein typisches Beispiel ist die sogenannte Bande der Petit Bar, benannt nach einer Gaststätte in Ajaccio – eine informelle Gruppe von Kriminellen, Nationalisten, Geschäftsleuten und Politikern, die ab den 2000er Jahren mit Erpressungen, Drogenhandel, Auftragsmorden und ähnlichem viel Geld verdiente. Die polizeilichen Ermittlungen wurden durch politische Einflussnahme behindert. Erst als eine neue Spezialeinheit in Marseille die Ermittlungen übernahm, konnte die Gruppe im Jahr 2020 zerschlagen werden.
2017 wurden Südfrankreich und Korsika von verheerenden Waldbränden heimgesucht.

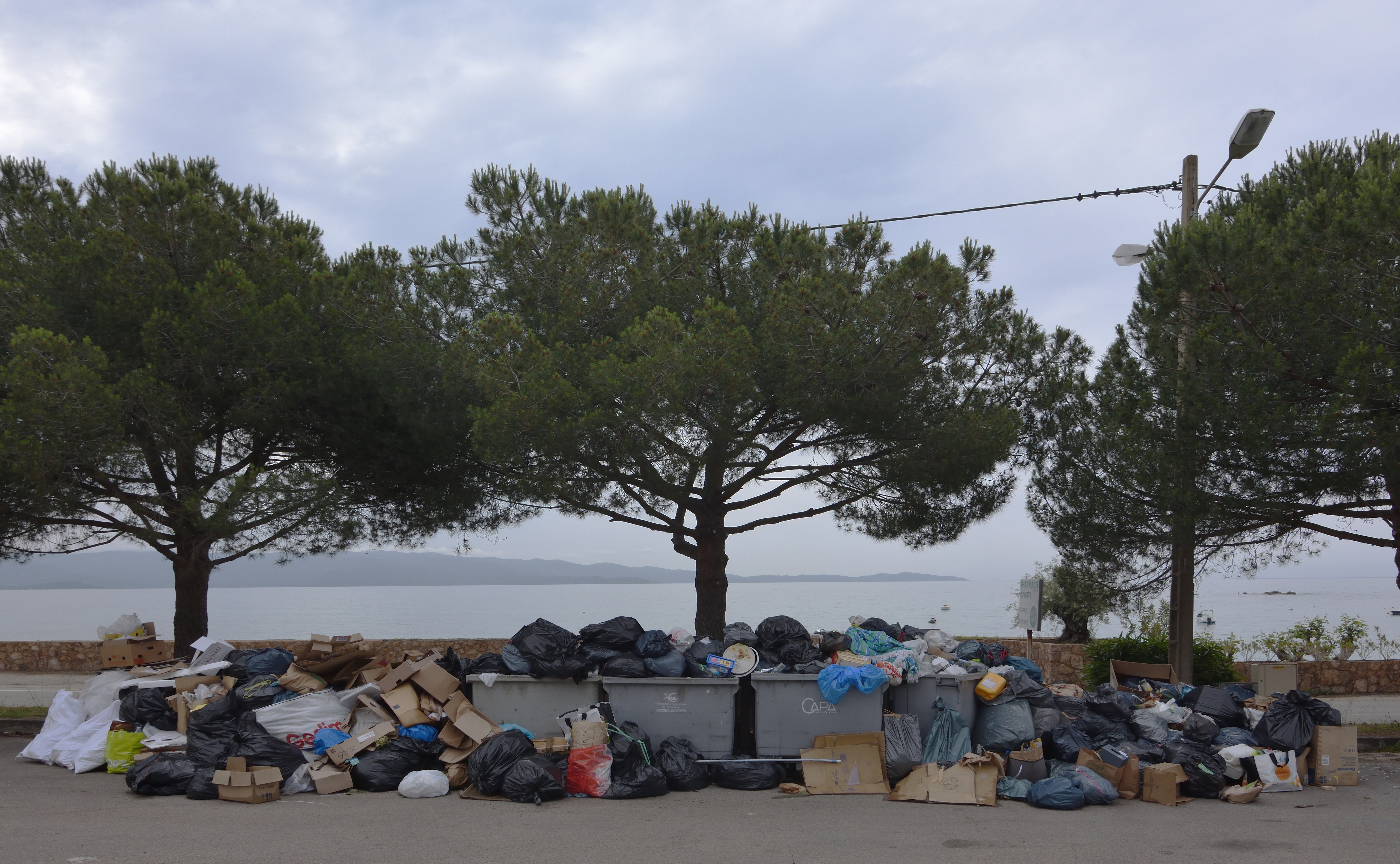
Müllhaufen am Strandboulevard in Ajaccio, Anfang Mai 2018

Von April bis Mai 2018 litt die Insel unter einer Müllkrise. In den Vorjahren war das Müllaufkommen stark gewachsen, ohne dass geeignete administrative Maßnahmen zur Verarbeitung des Abfalls getroffen wurden. Mitte April drohten die zwei größten Deponien überzuquellen. In den folgenden Wochen häufte sich Müll auf den Straßen der Ortschaften und Städte der Insel. Eine vorläufige Besserung ergab sich, als die beiden überlasteten Deponien wieder öffneten. Endgültig gelöst wurde das Problem bislang nicht.
Nach dem gewaltsamen Tod des in Arles lebenslänglich inhaftierten korsischen Nationalisten Yvan Colonna, der nachweislich 1998 in die Ermordung des Präfekten Erignac verwickelt war, kam es im Frühjahr 2022 zu Ausschreitungen auf der Insel. Anlässlich der Beerdigung Colonnas ordnete der korsische Regionalratspräsident Trauerbeflaggung an; der französische Staatspräsident, Emmanuel Macron, rügte dies.
Am 29. September 2023 hielt Staatspräsident Macron eine Rede vor dem korsischen Regionalparlament, in der er ein autonomieähnliches Statut für die Insel ankündigt. Er nennt dies „l'inscription de l'île et de ses spécificités dans la Constitution“ („die Insel und ihre Spezifitäten in die französische Verfassung einschreiben“) und spricht von einem „article dédié“, einem dieser Frage gewidmeten Verfassungszusatz. Die Erhebung des Korsischen zur zweiten Amtssprache Korsikas lehnte er in diesem Zuge ab. Auch die Anerkennung der Korsen als Nation komme nicht infrage.

## Sprachen
Französisch ist in fast allen Bereichen des Alltags die vorherrschende Sprache auf Korsika. Daneben sprechen etwa 60.000 bis 100.000 Einwohner Korsikas auch Korsisch. Der französische Staat erhebt die Sprecherzahlen der in Frankreich gesprochenen Sprachen statistisch nicht, da die Verfassung das Französische zur (alleinigen) Sprache der unteilbaren Republik bestimmt hat. Angaben zu Sprechern anderer Sprachen beruhen auf Schätzungen und wissenschaftlichen Einzelfallstudien.
Die offizielle Bezeichnung der meisten Städte, Ortschaften, Berge und anderer geografischer Punkte Korsikas ist italienisch. Damit erfüllt der französische Staat eine Bedingung für den Verkauf der Insel durch die Republik Genua an Frankreich im Jahr 1768. Meist werden die Namen französisch ausgesprochen, doch anders als für viele Ortsnamen im Elsass wurde keine spezifisch französische Schreibung festgelegt. Vielerorts existiert außerdem eine Bezeichnung in korsischer Sprache, die in der öffentlichen Beschilderung als Zusatz zum offiziellen Namen verwendet werden kann.
Nachdem die Zahl der korsischsprachigen Muttersprachler seit dem 19. Jahrhundert geschrumpft ist, trägt die im Rahmen der Regionalisierung des französischen Staates seit den 1980er Jahren eingeleitete Förderung des Korsischen im Bildungswesen erste Früchte: Im Schuljahr 2020/21 boten 62 Prozent der korsischen Grundschulen einen zweisprachigen französisch-korsischen Zweig an, den 45 % der Schüler besuchten. 98 Prozent aller Schüler im ersten Jahr des anschließenden Collège (Sekundarstufe I) wählten Korsisch als Unterrichtsfach, davon 30 Prozent im zweisprachigen französisch-korsischen Zweig; im zweiten Jahr lernten weiterhin 58 Prozent Korsisch. Im ersten Jahr des Lycée (Sekundarstufe II) belegten noch 20 Prozent der Schüler die Regionalsprache, im zweiten und dritten Jahr 15 Prozent. Als Herausforderung für die Sprachendidaktik wird die Tatsache betrachtet, dass im zweisprachigen Zweig Korsisch neben Französisch als Unterrichtssprache dienen soll, obwohl viele Schüler Korsisch nicht als Muttersprache beherrschen und es anfangs wie eine Fremdsprache erlernen müssen. An der Universität von Corti ist Korsisch obligatorisches Nebenfach in sämtlichen Studienrichtungen. Dem Korsischen förderlich kann in der künftigen Entwicklung auch die ausgeprägte regionale Identität vieler Korsen sein, durch die sich Korsika von anderen Sprachregionen Frankreichs unterscheidet. Die UNESCO klassifiziert das Korsische daher nur als potentiell gefährdet („vulnerable“).

## Religion
Das Christentum auf Korsika ist von der katholischen Kirche geprägt. Ihr gehören 92 Prozent der Korsen an. Das Bistum Ajaccio umfasst die gesamte Insel. Der Vereinigten Protestantischen Kirche Frankreichs gehören auf Korsika nur 230 Familien an.

## Politik

### Eine Bastion landesweit wirkender konservativer Kräfte
Korsika galt im 20. Jahrhundert als Bastion konservativer Parteien, insbesondere des Gaullismus. Als Gründe hierfür werden die tiefe Verankerung der Bevölkerung in einer ländlich-traditionellen Lebensweise und Gesellschaftsstruktur sowie die starke Rolle der katholischen Kirche angeführt. Bei allen Präsidentschaftswahlen zwischen 1965 und 2012 gewannen die konservativen Kandidaten auf Korsika die Mehrheit der Stimmen. Erstmals von 2010 bis 2015 wurde die Insel von einem Linksbündnis regiert. Eine Ausnahme bildete zuvor u. a. der Stadtrat von Bastia, das während Jahrzehnten von Bürgermeistern der politischen Linken regiert wurde.
Seit den 1970er Jahren gewann der korsische Nationalismus in seinen verschiedenen Spielarten Einfluss. Die Nationalisten fordern die Eindämmung der Immobilienspekulation, Befreiung der Korsen von der Erbschaftssteuer, Mittel für die Förderung der korsischen Sprache und eine stärkere Wirtschaftsförderung für die Insel. Einige Nationalisten erheben Forderungen bis hin zur Unabhängigkeit der Insel von Frankreich.
Bei nationalen Wahlen erhielt zuletzt der Front National (jetzt Rassemblement National) Zulauf; bei der Präsidentschaftswahl 2017 gewann in beiden korsischen Départements dessen Spitzenkandidatin, Marine Le Pen, die meisten Stimmen. Dies wird mit der ablehnenden Haltung der Korsen gegenüber der Einwanderung erklärt; dagegen spielt die Partei, die sich strikt gegen regionale Selbstbestimmungsrechte und die Anerkennung von Regionalsprachen ausspricht, bei den korsischen Regionalwahlen kaum eine Rolle.

### Politische Repräsentanz des korsischen Nationalismus (ab 2015)
Bei den Regionalwahlen 2015 wurde erstmals eine korsisch-nationalistische Gruppierung (Pé a Corsica) mit 35 Prozent stärkste Gruppierung in der Assemblée de Corse, dem Regionalparlament. Die Parteien Femu a Corsica (FaC, gemäßigte Autonomisten) und Corsica libera (CL, Separatisten) waren dazu ein Wahlbündnis eingegangen. Der Rechtsanwalt und bisherige Bürgermeister von Bastia, Gilles Simeoni (FaC), führt seit 2016 auch die Regionalregierung, den Conseil exécutif. Der landesweit dominierende Kampf zwischen dem Front National (FN), dem Parti socialiste (PS) und Les Républicains (LR) spielte auf Korsika eine untergeordnete Rolle.

#### Regionalwahl 2017
Zusammensetzung des Regionalparlaments Assemblée de Corse nach der Regionalwahl von 2017:
Regierungsmehrheit
- die Partei Femu a Corsica FaC (autonomistisch, gegründet 2017, Vorsitz Gilles Simeoni): 18 Sitze
- die Partei Corsica libera CL (independentistisch, gegründet 2009, Vorsitz Jean-Guy Talamoni): 13 Sitze
- die Partei Partitu di a nazione corsa/Parti de la nation corse PNC (autonomistisch, gegründet 2002, Vorsitz Jean-Christophe Angelini): 10 Sitze;

Opposition
- Divers droite DVD (Dissidenten konservativer Parteien, darunter Laurent Marcangeli, ehemals Les Républicains, jetzt Comité central bonapartiste, zentralstaatlich-republikanisch): 10 Sitze
- die Partei La République en marche LREM (liberale Regierungspartei auf gesamtstaatlicher Ebene): 6 Sitze
- die Partei Les Républicains LR (konservative Oppositionspartei auf gesamtstaatlicher Ebene): 6 Sitze.[20]

#### Regionalwahl 2021
Zusammensetzung des Regionalparlaments Assemblée de Corse seit der Regionalwahl von 2021:
Regierungsmehrheit
- die Partei Femu a Corsica FaC (autonomistisch, Spitzenkandidat Jean Biancucci), Listenname Fà populu inseme: 32 Sitze;

Opposition
- die Parteien Comité central bonapartiste CCB (zentralstaatlich-republikanisch), Les Républicains LR (konservative frankreichweit vertretene Oppositionspartei), Horizons (rechtsliberal, Unterstützer von La République en marche), vereint in der Liste Un soffiu novu/Un nouveau souffle pour la Corse, geführt von Laurent Marcangeli (CCB): 17 Sitze
- die Parteien Partitu di a nazione corsa PNC (independentistisch) und Corsica libera (autonomistisch), vereint in der Liste Avanzemu, geführt von Jean-Christophe Angelini (PNC): 8 Sitze
- die Partei Core in fronte in der gleichnamigen Liste (2018 von mehreren nationalistischen Gruppen gegründet, gemäßigt independentistisch, die korsische Unabhängigkeit nach einem abgestuften Autonomieprozess anstrebend), geführt von Paul-Félix Benedetti: 6 Sitze.[21]

## Das korsische Wappen

Das korsische Wappen am Nordportal des Tunnel de la Torreta der Bahnstrecke Bastia–Ajaccio in Bastia

Das korsische Wappen zeigt einen Maurenkopf mit krausem schwarzem Haar und einem weißen Stirnband. Dieses Wappen ist zugleich ein Freiheitssymbol der Korsen, jedoch ist nicht sicher, wer dargestellt ist. Es gibt zahlreiche Legenden um die Entstehung und Bedeutung.
Einer Legende nach entführte im 13. Jahrhundert ein maurischer Herrscher eine junge Korsin nach Spanien. Ihr korsischer Verlobter reiste hinterher, um sie zu befreien, woraufhin der Maure einen seiner tapfersten Getreuen gegen ihn in den Kampf schickte. Der Korse siegte und schlug dem Mauren den Kopf ab und hielt diesen als Zeichen des Triumphes in die Höhe.
Ein erweiterter Erklärungsansatz nimmt Bezug auf Pascal Paoli: Ähnlich wie auf der Nachbarinsel Sardinien zeigte das Wappen ursprünglich einen Maurenkopf mit verbundenen Augen. Paoli habe die Binde auf die Stirn verschoben und zudem den Ohrring, den der Mohr trug, entfernt, denn beides galt als Zeichen der Sklaverei, von der sich die Korsen durch seine Reformen befreit hätten.

## Wirtschaft und Infrastruktur
Eine nennenswerte Großindustrie besteht auf Korsika nicht. Das produzierende Gewerbe beschränkt sich im Wesentlichen auf landwirtschaftliche Produkte, Bau- und Dienstleistungen. Die meisten auf der Insel hergestellten Produkte wie die traditionellen heimischen Taschenmesser werden an Ort und Stelle an Touristen verkauft. Im Vergleich mit dem Bruttoinlandsprodukt der Europäischen Union, ausgedrückt in Kaufkraftstandards, erreichte Korsika im Jahr 2006 einen Index von 85,8 (EU-27: 100). Im Jahr 2017 betrug die Arbeitslosenquote 7,8 Prozent. Eine korsische Besonderheit ist der hohe Anteil der nicht gezahlten Sozialabgaben: Während insgesamt in Frankreich der Anteil bei 3,8 % liegt, beträgt er auf Korsika 14,4 % (2020).
Die korsische Mafia übt einen erheblichen Einfluss auf die lokale Wirtschaft aus und wurde ab den 1980er Jahren verstärkt auf der Heimatinsel aktiv. Sie ist besonders in den Bereichen Bau- und Abfallwirtschaft aktiv und verdient auch am Gastgewerbe.

### Tourismus
Korsika ist trotz des idealen Naturpotenzials touristisch wenig erschlossen. Von Teilen der korsischen Bevölkerung wird befürchtet, dass Massentourismus die Eigenständigkeit der korsischen Kultur gefährden würde. Nach korsischer Tradition sind die Strände überall allgemein zugänglich; es gibt kaum größere Hotelkomplexe in ausländischer Eigentümerschaft. An der Ostküste gibt es südlich von Phare d’Alistro und südlich von Porto-Vecchio zahlreiche FKK-Urlaubsanlagen und -Strände. 1995 waren 73 Prozent aller Touristen, die Korsika besuchten, Festlandfranzosen. 38 Prozent aller Häuser und Wohnungen auf Korsika werden als Zweitwohnung genutzt; dies ist im Vergleich zum französischen Durchschnitt sehr viel.

### Verkehr

#### Straßenverkehr

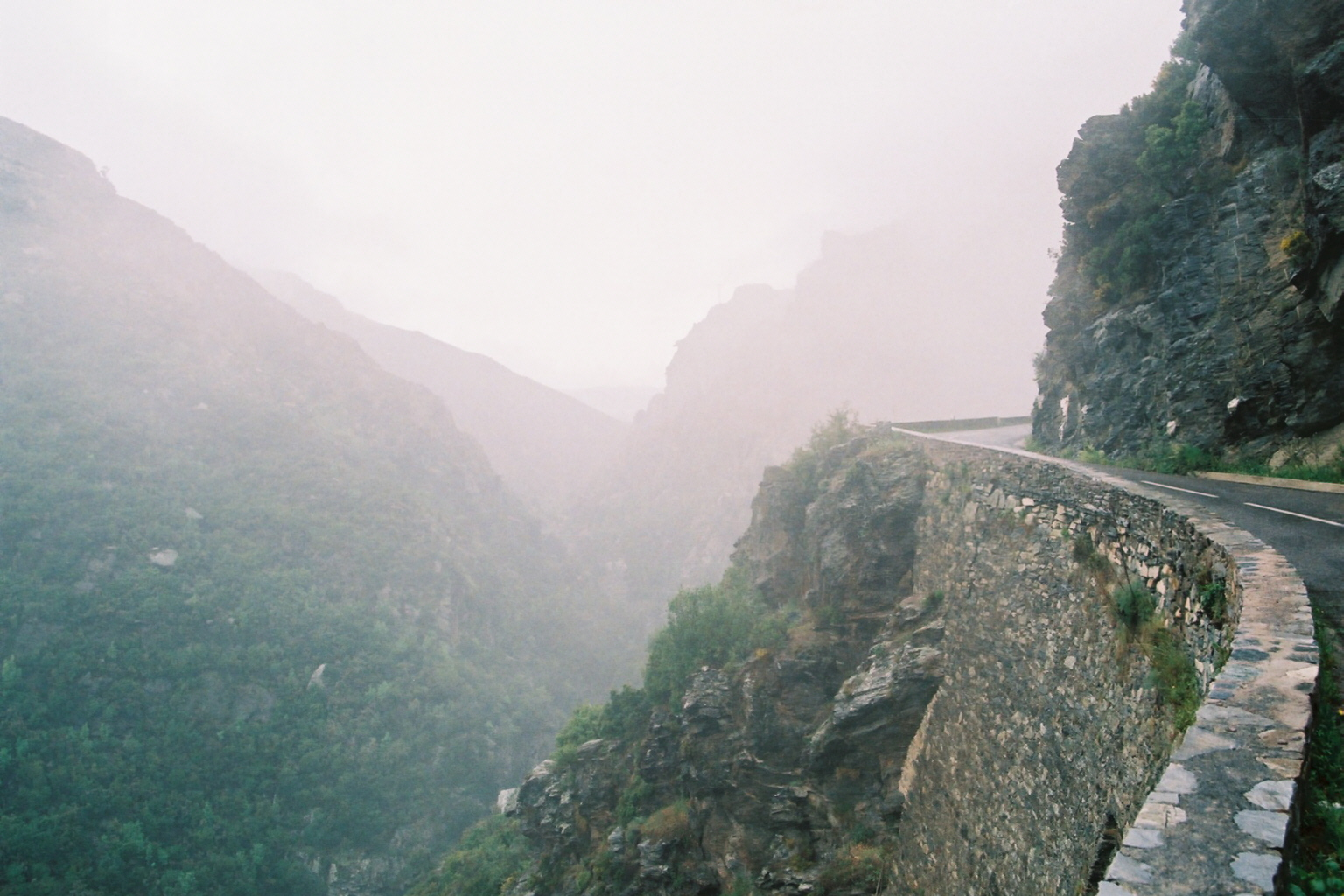
Typische Bergstraße

Die Straßen in Korsika sind, was ihre Breite und Qualität betrifft, sehr unterschiedlich. Zwischen den größeren Städten gibt es gut ausgebaute Fernstraßen, die als routes territoriales markiert sind. Ansonsten sind im felsigen Gebiet der Westküste und im Gebirge teilweise enge Straßen in schlechtem Zustand vorhanden, die nur einspurig genutzt werden können. Zum Teil ist ein Befahren mit Wohnmobilen nicht möglich. Etwas besser ist die Verkehrssituation an der flachen Ostküste.
Im Jahr 2016 lag der Motorisierungsgrad (Personenkraftwagen pro 1000 Einwohner) bei 558.

#### Eisenbahn

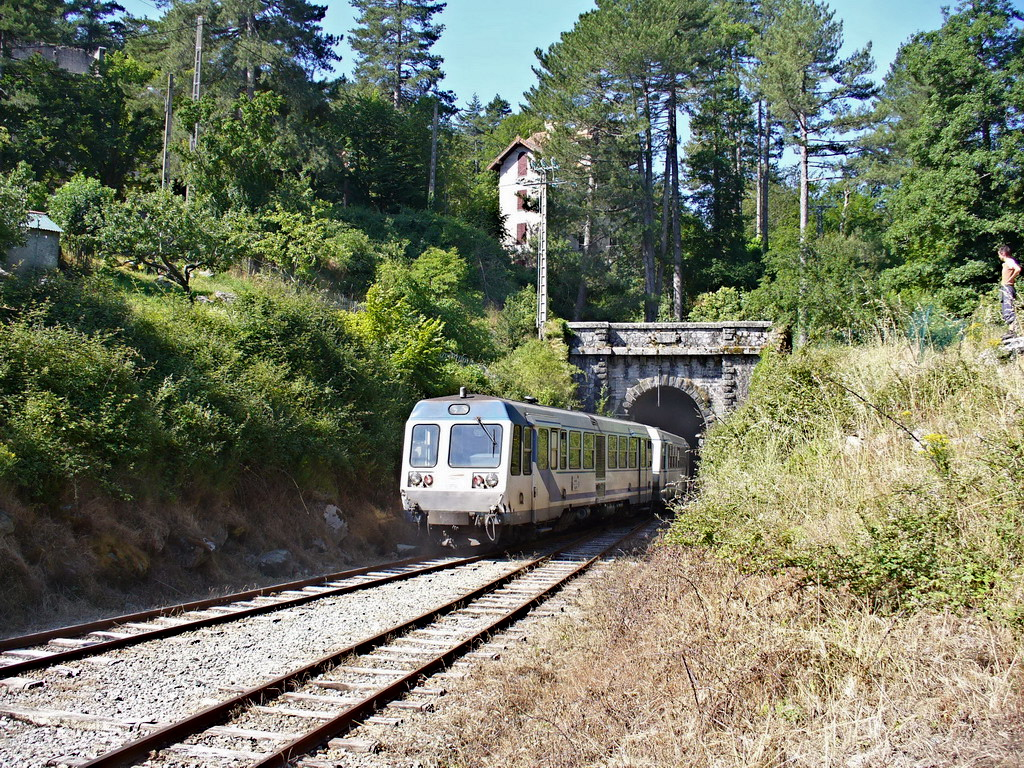
Triebwagen vor dem Nordportal des Vizzavona-Tunnel am höchstgelegenen Punkt des Eisenbahnnetzes auf Korsika

Das Schienennetz Korsikas ist ein nicht elektrifiziertes eingleisiges Meterspurnetz mit einer Streckenlänge von 231 km. Es umfasste ehemals drei, heute noch zwei Strecken:
- Bahnstrecke Bastia–Ajaccio
- Bahnstrecke Ponte-Leccia–Calvi
- Bahnstrecke Casamozza–Porto-Vecchio (seit 1943/1953 ohne Verkehr)

Die Strecken gehören der Collectivité de Corse als Infrastrukturbetreiber. Einziges Eisenbahnverkehrsunternehmen auf der Insel sind die Chemins de fer de la Corse (CFC). Auf den beiden heute aktiven Strecken wird Personenverkehr angeboten, der Güterverkehr ist von untergeordneter Bedeutung. Streckenendpunkte sind Bastia an der Ostküste, Ajaccio an der Westküste und Calvi an der Nordküste der Insel. Herausragende Bauwerke sind die Vecchio-Brücke von Gustave Eiffel, ein Kulturdenkmal, und der knapp 4 km lange Vizzavona-Tunnel.

#### Luftverkehr
Korsika verfügt über Flughäfen in folgenden Städten:
- Aéroport de Bastia-Poretta (IATA-Code BIA), 20 km von Bastia entfernt
- Aéroport de Campo dell’Oro (IATA-Code AJA), 12 km von Ajaccio entfernt
- Aéroport de Figari (IATA-Code FSC), 24 km von Porto-Vecchio entfernt
- Aéroport de Sainte Catherine (IATA-Code CLY), 7 km von Calvi entfernt

Größere Fluggesellschaften, die Korsika anfliegen, sind Air France und Air Corsica sowie aus dem deutschsprachigen Raum Eurowings, TUIfly, Lufthansa, easyJet und Avanti Air.

#### Schiffsverkehr

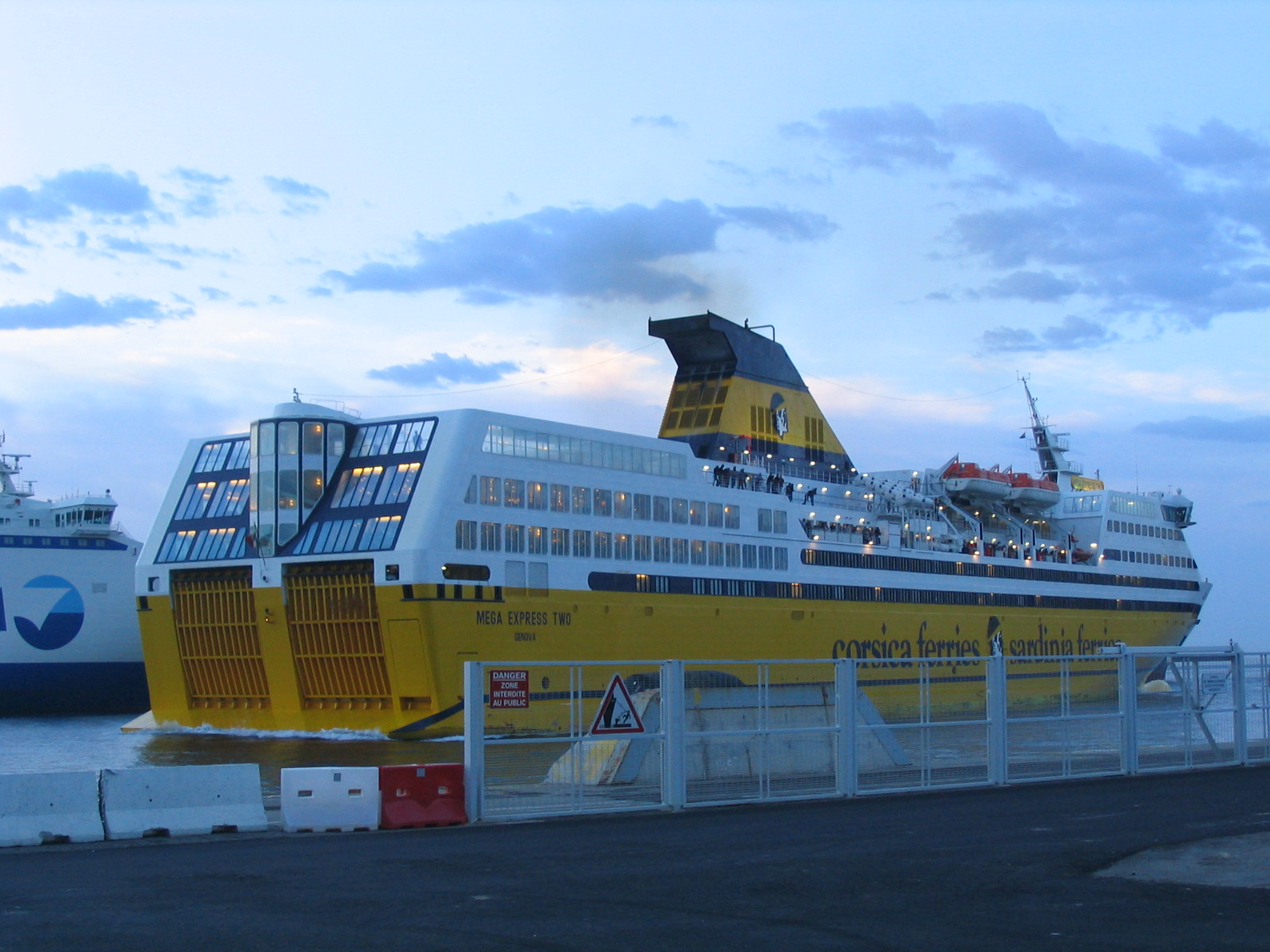
Fähre von Corsica Ferries

Die Fährhäfen Ajaccio, Porto-Vecchio, Propriano und Bonifacio bedienen Süd-Korsika, während die in Bastia und L’Île-Rousse vor allem Nord-Korsika mit dem europäischen Festland verbinden.
Autofährverbindungen gibt es beispielsweise von Marseille, Nizza und Toulon in Frankreich sowie von Sardinien, Savona Vado, Livorno und Genua in Italien. Die wichtigsten Schifffahrtsgesellschaften sind Moby Lines und Corsica Ferries.

### Rundfunk

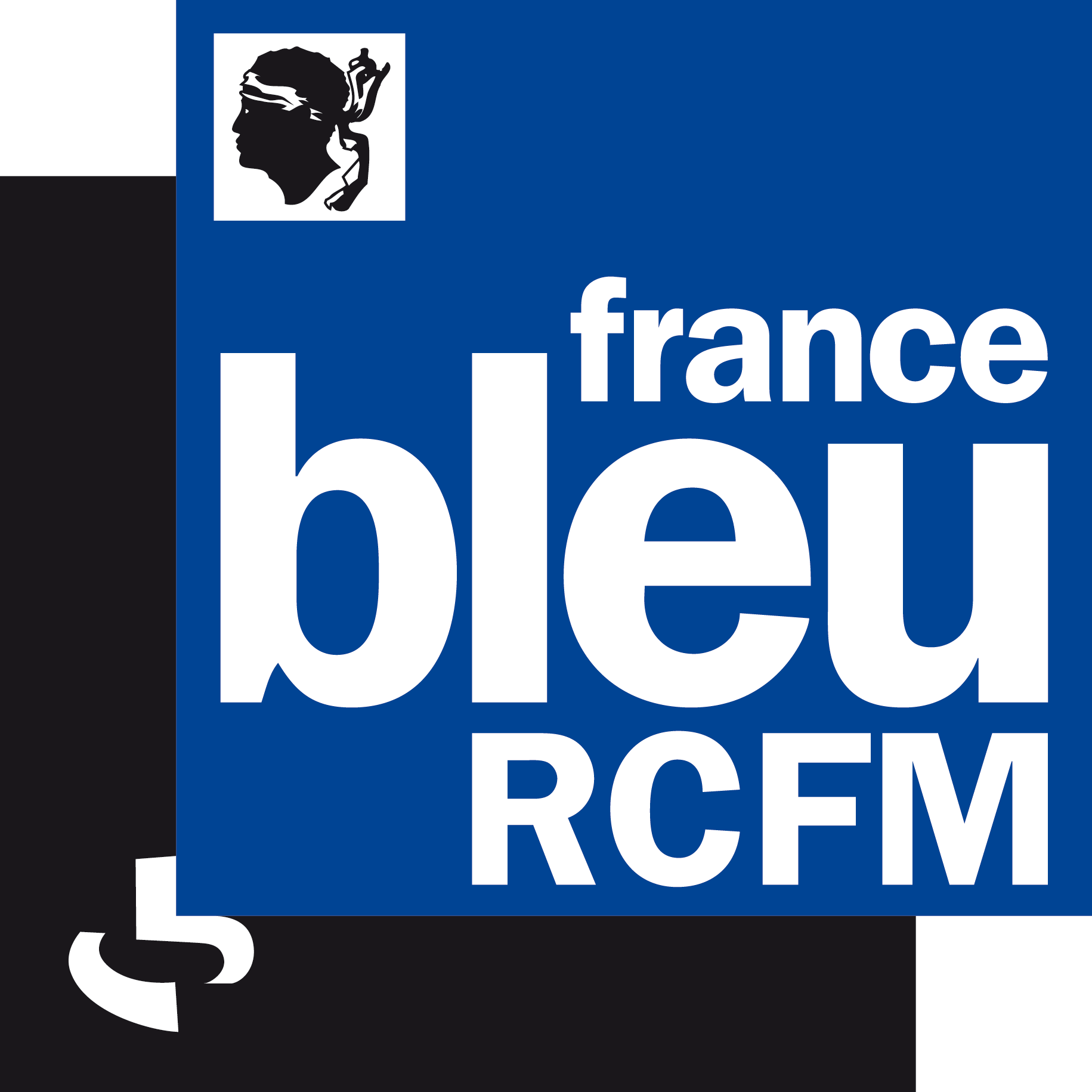
Logo von France Bleu Corse RCFM

In Ajaccio und Bastia sind leistungsfähige UKW-Sender zur Ausstrahlung von ICI RCFM (ICI Radio Corse Frequenza Mora), dem Regionalprogramm des staatlichen Rundfunksenders Radio France, installiert. Das in Paris hergestellte Mantelprogramm ICI, in das zu je nach Region teils unterschiedlichen Zeiten dort produzierte Sendungen eingefügt werden können, trug bis 2024 den Namen France Bleu. Ein erheblicher Teil der Programmbeiträge auf ICI RCFM (mehrere Stunden täglich) erfolgt in korsischer Sprache. 
- Ajaccio: UKW 97,0 MHz (4 kW), 100,5 MHz (10 kW); Mittelwelle 1404 kHz (20 kW) 2015 eingestellt
- Bastia: UKW 101,7 MHz (10 kW); Mittelwelle 1494 kHz (20 kW) 2015 eingestellt.

Auf weiteren Frenquenzen sendet Radio France die landesweit verbreiteten überregionalen Programme France Inter, France Culture, France Musique, France Info.
Von Cervione aus sendet die ADECEC (Association pour le Développement des Etudes Archéologiques, Historiques, Linguistiques et Naturalistes du Centre-Est de la Corse – „Vereinigung für die Entwicklung der Archäologischen, Historischen, Linguistischen und Natur-Studien des Zentral-Östlichen Korsika“) mit dem Sender Voce Nustrale ein Programm ausschließlich in korsischer Sprache auf UKW 105,1 und 95,1 MHz.
Darüber hinaus gibt es weitere, zum Teil kommerzielle Lokalradios und landesweite Sender, die ihre Programme auf Korsika verbreiten oder vom Festland aus hier empfangbar sind.

### Internet
Seit 2016 ist für Personen, Institutionen oder Firmen, die ihre Verbindung mit Korsika demonstrieren möchten, die gesponserte Top-Level-Domain .corsica reserviert. Die TLD wird vom Collectivité Territoriale de Corse, der Korsischen Gebietskörperschaft, verwaltet.

## Kulinarisches

### Lebensmittel/Küche

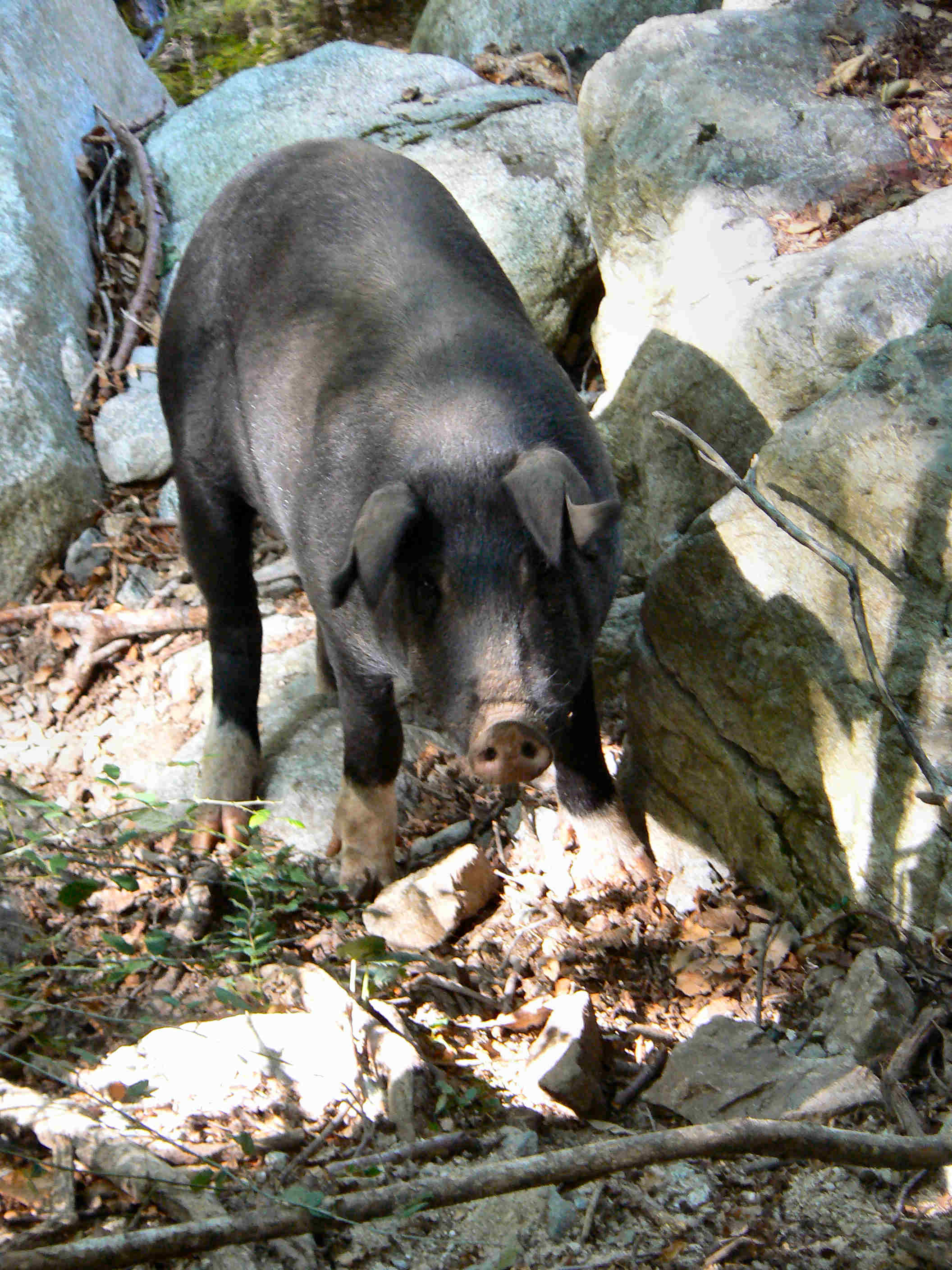
Freilaufendes Schwein auf Korsika

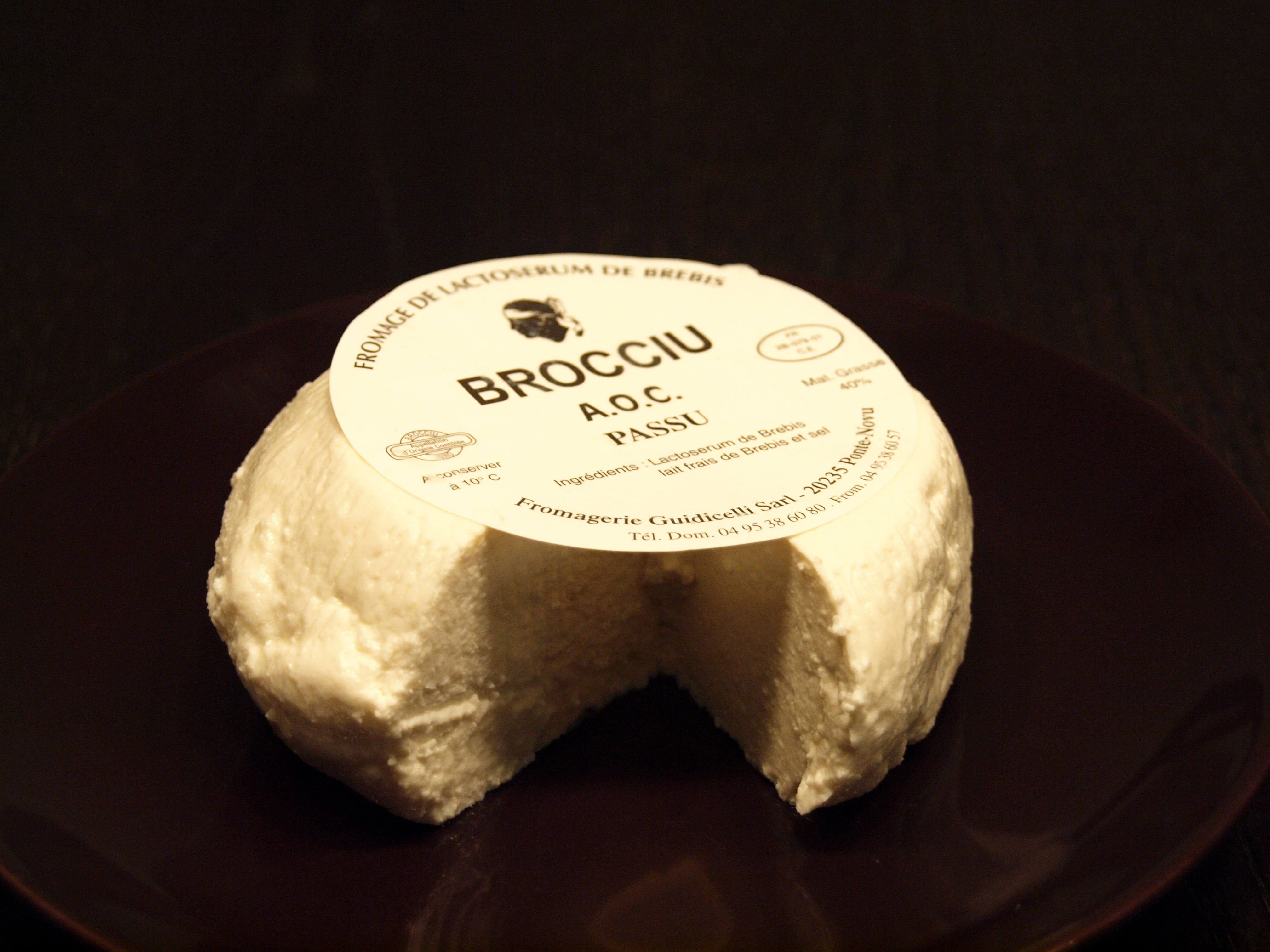
Brocciu, ein Molkenkäse

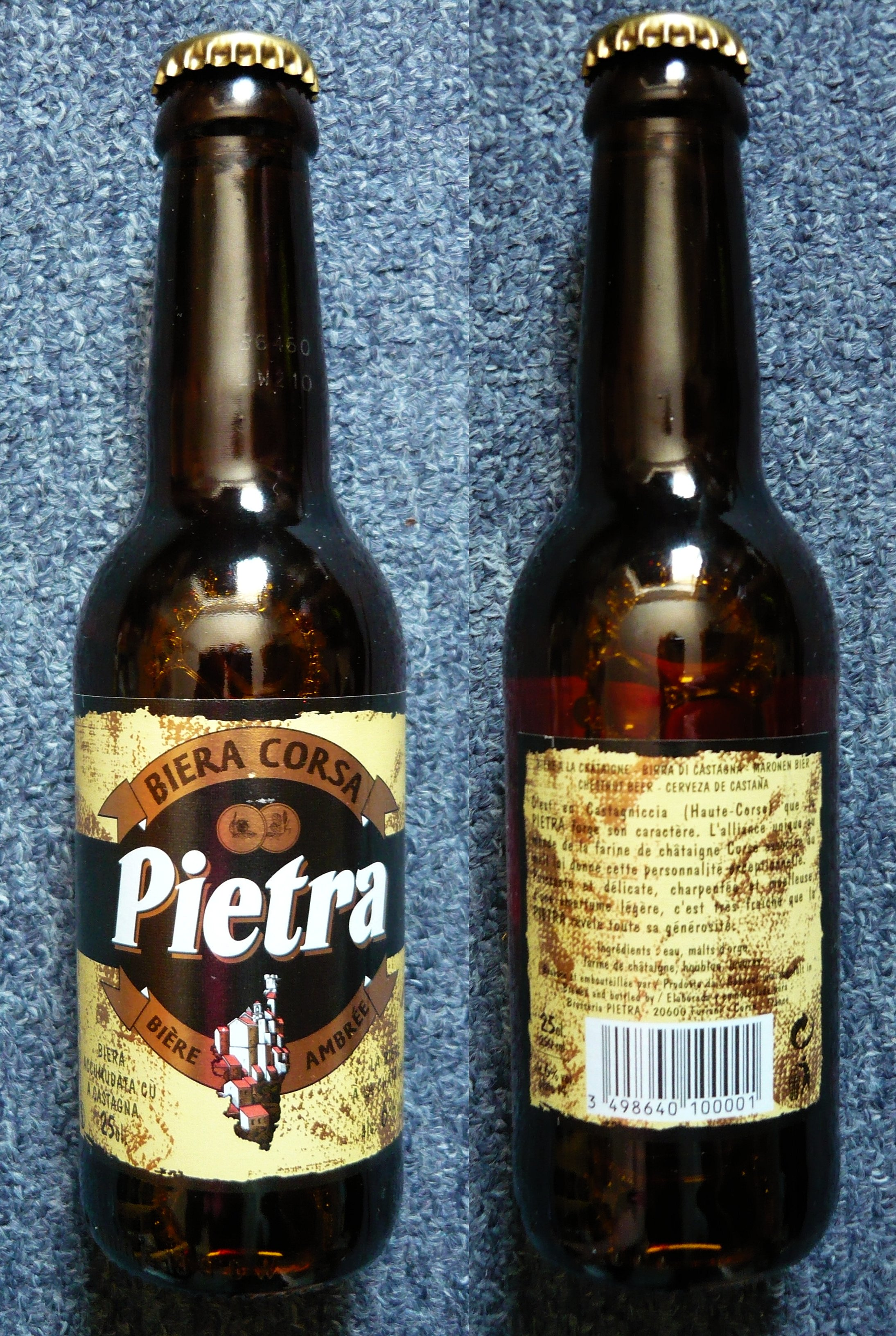
Korsisches Bier hergestellt mit Kastanienmehl

Korsika besitzt eine sehr reichhaltige und meist deftige mediterrane Küche. Typisch sind die oft halbwilden Hausschweine, die frei im Wald oder in der Macchie laufen und sich von Kastanien, Eicheln und Bucheckern ernähren. Ihr Fleisch wird über Kastanienholz geräuchert oder mit Kräutern in Wein geschmort. Korsische Fleischereispezialitäten sind:
- Coppa – geräucherter Schweinenacken und -filet;
- Figatellu – geräucherte, kräftige Leberwurst mit Kräutern;
- Lonzu – geräuchertes Schweinefilet.

Nudelgerichte und Nudeln als Beilage zu Fleischgerichten sind verbreiteter als in den meisten anderen Provinzen Frankreichs.
Es gibt zahlreiche Sorten Schafs- und Ziegenkäse, zum Beispiel Brocciu, ein Molkenkäse aus Schafs- oder Ziegenmilch.

### Weinbau
Auf Korsika wird eine große Vielfalt an Weinen produziert: Rotwein, Rosé, Weißwein, still und schäumend, trocken und süß. Das Relief sowie unterschiedliche Böden sind für diese Vielfalt verantwortlich. Reben werden bis in einer Höhe von ca. 300 m kultiviert. Traditionell verwendet man die Rebsorten Cinsault, Carignan, Grenache, Ugni Blanc und Syrah. Inzwischen sind Cabernet Sauvignon, Chardonnay, Viognier, Merlot sowie Pinot noir hinzugekommen. Regionale Bedeutung haben die Sorten Niellucciu, Sciaccarellu und Vermentinu.
Weine aus acht Weinbaugebieten dürfen das Prädikat Appellation d’Origine Contrôlée (AOC) tragen. Diese Appellationen sind:
- Ajaccio – AOC Coteaux d’Ajaccio: Westküste nördlich von Sartène bis Ajaccio, Hauptrebsorten: Sciaccarellu, Grenache, Verentinu
- Balagne – AOC Calvi Balagne: zwischen Calvi und der Désert des Agriates, sandige Tonböden, Hauptrebsorten: Syrah, Sciaccarellu, Vermentinu, Ugni Blanc
- Cap Corse – AOC Coteaux du Cap Corse: die schroffe Felshalbinsel nördlich von Bastia, Hauptrebsorten: Niellucciu, Grenache, Malvoisie, Vermentinu, Muscatellu
- Cote orientale – AOC Vin de Corse: die Ostküste zwischen Bastia und Solenzara. Hauptrebsorten: Niellucciu und Vermentinu
- Figari – AOC Figari-Pianottoli: Südspitze Korsikas, Hauptrebsorten: Carcajolo, Barbarossa, Sciaccarellu, Malvoisie de Corse
- Patrimonio – AOC Patrimonio: Gegend zwischen Cap Corse und der Désert des Agriates, schiefrige Sand- und Tonböden, Hauptrebsorten: Nielluciu, Grenache, Vermentinu
- Porto-Vecchio – AOC Porto-Vecchio: Gegend um Porto-Vecchio, Granitböden, Hauptrebsorten: Niellucciu, Sciaccarellu, Malvoisie de Corse
- Sartène – AOC Sartène: um Sartène im Südwesten von Korsika, ton- und kieselhaltige Böden, Hauptrebsorten: Niellucciu, Sciaccarellu, Barbarossa, Cinsault, Vermentinu

### Weitere Getränke
- Cap Corse (Kräuter-Aperitif Destillerie Matteï, Bastia)
- Eau de vie und Whisky (P&M) der Destillerie Mavela, Aléria
- Kastanien- und Myrtenbier (Pietra, Furiani)
- Mineralwasser aus Orezza
- Pastis Dami (Anisschnaps), Furiani

## Musik
Paghjella ist der polyphone Männergesang der traditionellen korsischen Volksmusik. Dabei trägt die mittlere Stimme die Melodie, die zweite, tiefere bildet die Begleitung, die dritte und höchste singt die Koloratur. In dieser Tradition stehen unter anderem die Gruppen I Muvrini und A Filetta.

## Sport

### Rad-/Motorradfahren
Besonders beliebt ist Korsika bei Fahrrad- und Motorradfahrern, nicht zuletzt wegen der Kombination von Bergstraßen und Meerblick. Die Rennradfahrer schätzen an der Insel den Trainingseffekt der anspruchsvollen Passstraßen.

### Wandern/Klettern
Der umfangreiche Fernwanderweg GR 20 mit zahlreichen Kletterpartien zieht viele Wanderer an. Seit Beginn des 21. Jahrhunderts gewinnt das Klettern an Bedeutung. Die zahlreichen bizarren Felsformationen, die auch als „Tafoni“ bezeichnet werden, sind extrem griffig. Die bekanntesten Kletterzentren sind das Restonica-Tal und der Bavella-Pass.

### Skisport
Trotz der südlichen Lage kann im Winter mancherorts ein Skibetrieb aufrechterhalten werden. Am Col de Vergio zwischen Porto und Calacuccia, unterhalb des Monte Renoso bei Ghisoni (Capannelle), sowie auf dem Plateau d’Ese nordöstlich von Bastelica gibt es drei kleinere Skigebiete mit jeweils drei bis sechs Schleppliften. Ein kleines Skigebiet befindet sich bei Haut-Asco nördlich des Monte Cinto. Skilanglauf kann man auf dem Plateau de Coscione zwischen Zicavu und Monte Incudine sowie oberhalb von Évisa betreiben.

### Fußball
Vier korsische Fußballvereine spielen in der französischen Liga: Gazélec FC Ajaccio, AC Ajaccio, CA Bastia und SC Bastia.

### Tour de France
2013 gastierte die Tour de France in ihrer 100. Ausgabe erstmals auf Korsika. Im Rahmen des sogenannten Grand Départ (große Abfahrt) begann sie mit drei Etappen auf der Mittelmeerinsel:
- erste Etappe am 29. Juni über 200 km von Porto-Vecchio nach Bastia
- zweite Etappe am 30. Juni über 155 km von Bastia nach Ajaccio
- dritte Etappe am 1. Juli über 145 km von Ajaccio nach Calvi

### Segeln/Windsurfen
Die gesamte Insel ist aufgrund ihres Klimas und der vorherrschenden Winde nicht nur bei Franzosen ein beliebtes Segel- und Windsurfrevier. Es gibt zahlreiche gut ausgerüstete Häfen und Marinas als Ausgangspunkte für diese Sportarten.

## Gesundheit
Seit 2011 ist das Auftreten von Schistosomiasis (Bilharziose) in Korsika gesichert nachgewiesen. Betroffen sind Personen, die Kontakt mit dem Wasser des Flüsschens Cavo nahe dem Ort Sainte-Lucie-de-Porto-Vecchio nördlich von Porto-Vecchio im Südosten von Korsika hatten. Es wurden Fälle bei Einheimischen und Touristen diagnostiziert. Dieser Schistosomiasis-Ausbruch ist inzwischen auf Korsika erloschen (Stand 2017).

## Umwelt

### Müll und Plastikverschmutzung
Ein großes Problem ist die Müllentsorgung. Korsika verfügt nur über zwei Deponien, die regelmäßig überlastet sind. In Folge kommt es zu wilden Müllablagerungen an Stränden, Berghängen und sogar im Meer. Besonders gravierend ist die Verschmutzung durch Plastik: Das Mittelmeer gilt als das schmutzigste Meer der Welt, jährlich gelangen bis zu 600.000 Tonnen Plastikmüll hinein. Zwischen Korsika und Elba treiben zeitweise sogar große „Plastikinseln“. Plastikmüll wird oft nicht recycelt, sondern vergraben oder bleibt in der Natur zurück. Mikroplastik stellt dabei eine zusätzliche Gefahr für Tiere und Menschen dar.